# Гаджибеков, Узеир Абдул-Гусейн оглы
Узеи́р Абду́л-Гусе́йн оглы́ Гаджибе́ков (азерб. عزيربك بن عبدالحسين حاجى بكوف, Üzeyir bəy Əbdülhüseyn oğlu Hacıbəyov; 6 [18] сентября 1885, Агджабеди, Елизаветпольская губерния — 23 ноября 1948, Баку) — азербайджанский,
советский композитор, дирижёр, музыковед, публицист, драматург, педагог, общественный деятель. Народный артист СССР (1938). Лауреат двух Сталинских премий ll степени (1941, 1946). Кавалер ордена Ленина (1938).
Основоположник современного профессионального музыкального искусства Азербайджана. Действительный член АН Азербайджанской ССР (1945), профессор (1940), ректор Азербайджанской консерватории (1928—1929, 1939—1948), председатель Союза композиторов Азербайджанской ССР (1938—1948), депутат Верховного Совета СССР 1-го и 2-го созывов (1937, 1941). Член ВКП(б) с 1938 года. Автор гимна Азербайджанской ССР и гимна Азербайджана. Автор первой оперы во всём исламском мире.
Композитор также известен как педагог и учитель многих известных в Азербайджане и за его пределами композиторов и музыкантов. Учениками маэстро являлись Афрасияб Бадалбейли, Саид Рустамов, Асаф Зейналлы, Шамси Бадалбейли, Ниязи, Джовдет Гаджиев, Тофик Кулиев, Кара Караев, Джангир Джангиров, Фикрет Амиров, Шафига Ахундова и др.

## Биография

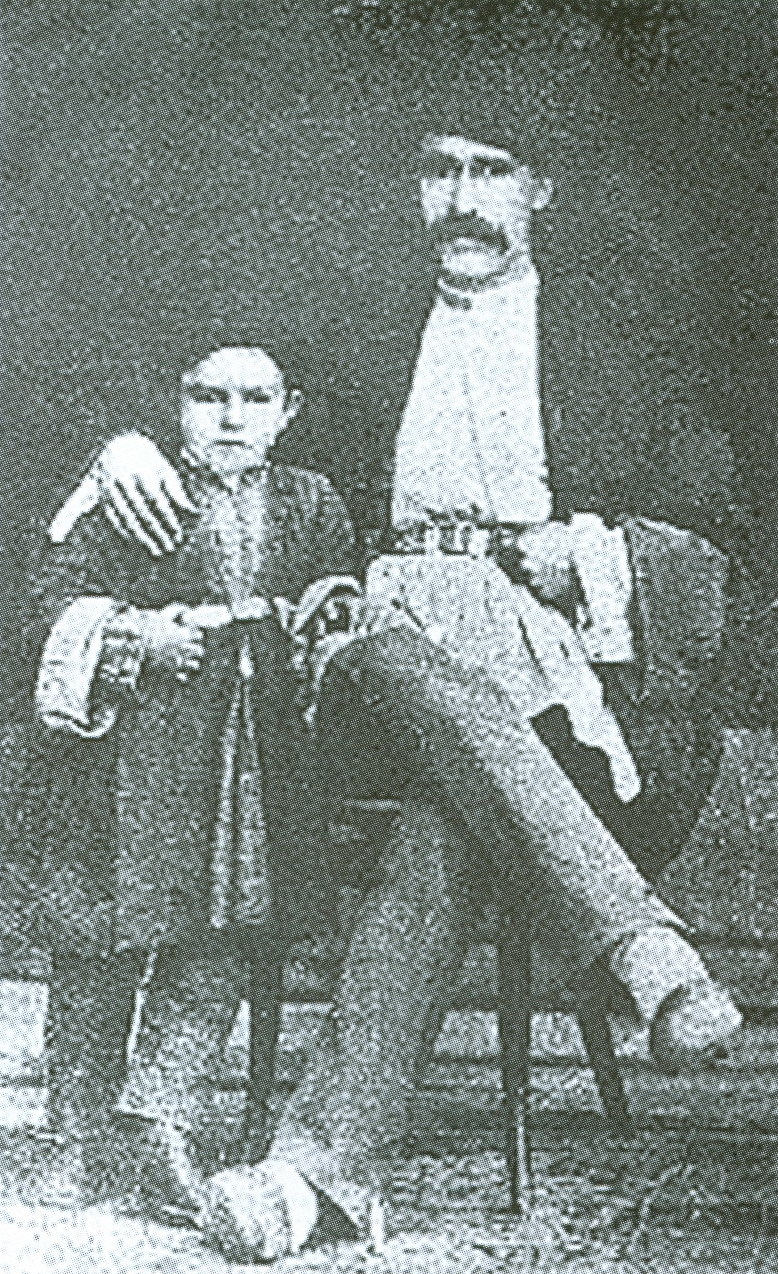
Узеир Гаджибеков с отцом в Шуше, 1890 год

Узеир Гаджибеков родился 5 (18) сентября 1885 года (согласно БСЭ — 17 сентября) в селении Агджабеди, где его мать Ширин-ханум Кербалаи Алекпер-бек кызы гостила у своих родственников. Спустя несколько лет (1896 год по азербайджанскому тексту; 1897 — по русскому) Закавказское духовное управление мусульман шиитского мазхаба выдало свидетельство, что «житель города Шуши» Узеир Гаджибеков родился 7 дня месяца зу-ль-хиджа 1302 года по мусульманскому календарю (5 сентября 1885 года), но этот документ У. Гаджибеков получил лишь в 1914 году в Баку.
Его отец — Абдул-Гусейн Гаджибеков был сельским писарем, а мать Ширинбейим-ханум происходила из рода Аливердибековых. Брат Узеира — Джейхун Гаджибейли в первый период своего творчества подписывался псевдонимом Дагестани (азерб. Dağıstani) в честь своих предков — выходцев из Дагестана. Всего в семье было три брата и две сестры.
Вскоре после его рождения семья Гаджибековых переехала в город Шуша, который был одним из крупнейших центров азербайджанской культуры, где и вырос Узеир. Отец будущего композитора долгое время был личным секретарём известной азербайджанской поэтессы и общественного деятеля, дочери карабахского хана — Хуршидбану Натаван, которая оказала огромное влияние на его воспитание. Мать Узеира — Ширин Аливердибекова воспитывалась в доме поэтессы, а дедушка композитора и Натаван были молочными братом и сестрой.
Знакомство с Натаван открыло перед юным Узеиром дорогу в лучшие музыкальные сообщества — «меджлисы» Шуши. В юном возрасте брал уроки мугамного пения и обучался игре на азербайджанских народных инструментах. В театральной постановке 1897 года «Меджнун на могиле Лейли» (эпизод из любовного дастана «Лейли и Меджнун») Абдуррагима Ахвердиева и Джаббара Каръягдыоглы, 13-летний Узеир пел в сопроводительном хоре.

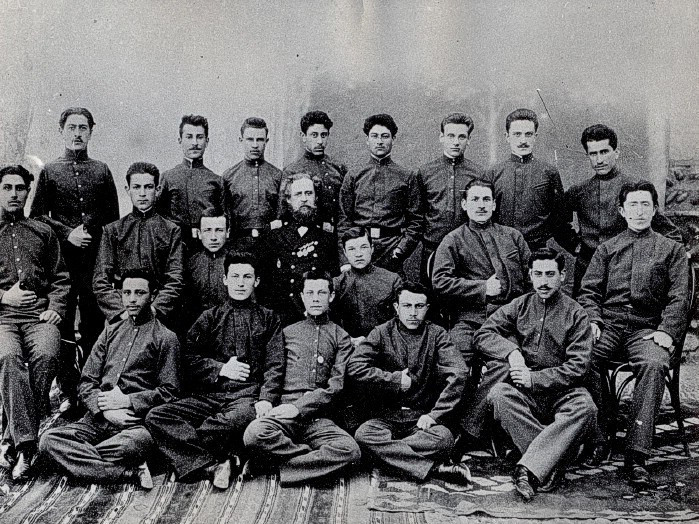
Узеир Гаджибеков (крайний слева в первом ряду) среди студентов Горийской семинарии (за ним сидит Муслим Магомаев). 1904 год

Окончив медресе и двухлетнюю русско-татарскую школу, в период с 1899 по 1904 годы обучался в учительской семинарии в Гори. Там же освоил игру на скрипке, виолончели и духовых инструментах, познакомился с будущим композитором Муслимом Магомаевым (дед певца Муслима Магомаева). В течение последующих четырёх лет занимался преподавательской деятельностью в школах Гадрута и Баку. В 1905 году преподавал в Баку, в Биби-Эйбатской школе, а затем в школе «Саадат», где обучал азербайджанскому языку, математике, географии, истории, а также русскому языку. Тогда же поступил на работу переводчиком в газету «Хаят», затем сотрудничал с газетой «Иршад». В 1911 году выехал в Москву с целью получения систематического музыкального образования. В течение года учился на музыкальных курсах при Московском филармоническом обществе у А. А. Ильинского (сольфеджио — у Н. М. Ладухина, гармония — у Н. Н. Соколовского), после чего переехал в Санкт-Петербург, где год учился в консерватории у В. Калафати (1914). Материальное обеспечение Гаджибекова его друг Муслим Магомаев полностью взял на себя. Будучи в Железноводске в 1912 году, Гаджибеков писал М. Магомаеву:

ДОРОГОЙ МУСЛИМ!
С 21 июня мы уже в Железноводске. Малике начинает лечиться, а я начал учиться на фортепьяно. Я здесь нашёл учительницу, которая дает мне 3 урока в неделю и каждый день пользование роялем, всего за 15 рублей в месяц.
Будучи ещё в Баку, мы с [………] вздумали поехать в Шушу и давать там представления; зная, что часть нот у Вас на квартире, мы с Малике зашли к Вам на квартиру и взяли ноты; но шушинское дело не состоялось, ноты у Джамала. Наши переехали в сады Маштаги. Напиши, когда поедешь в Баку. Напишу и я перед отъездом в Москву. Сообщи о здоровье Макки, как Вам там живется? Нам здесь не особенно скучно, иногда разъезжаем по группам.
Передай от Малике и меня поклоны Бадюш, маме, Джамуль, Макке и всем знакомым.
Твой Узеир. 

3 июля 1912 года. 

Железноводск. 

Инженерный переулок, дача № 9.

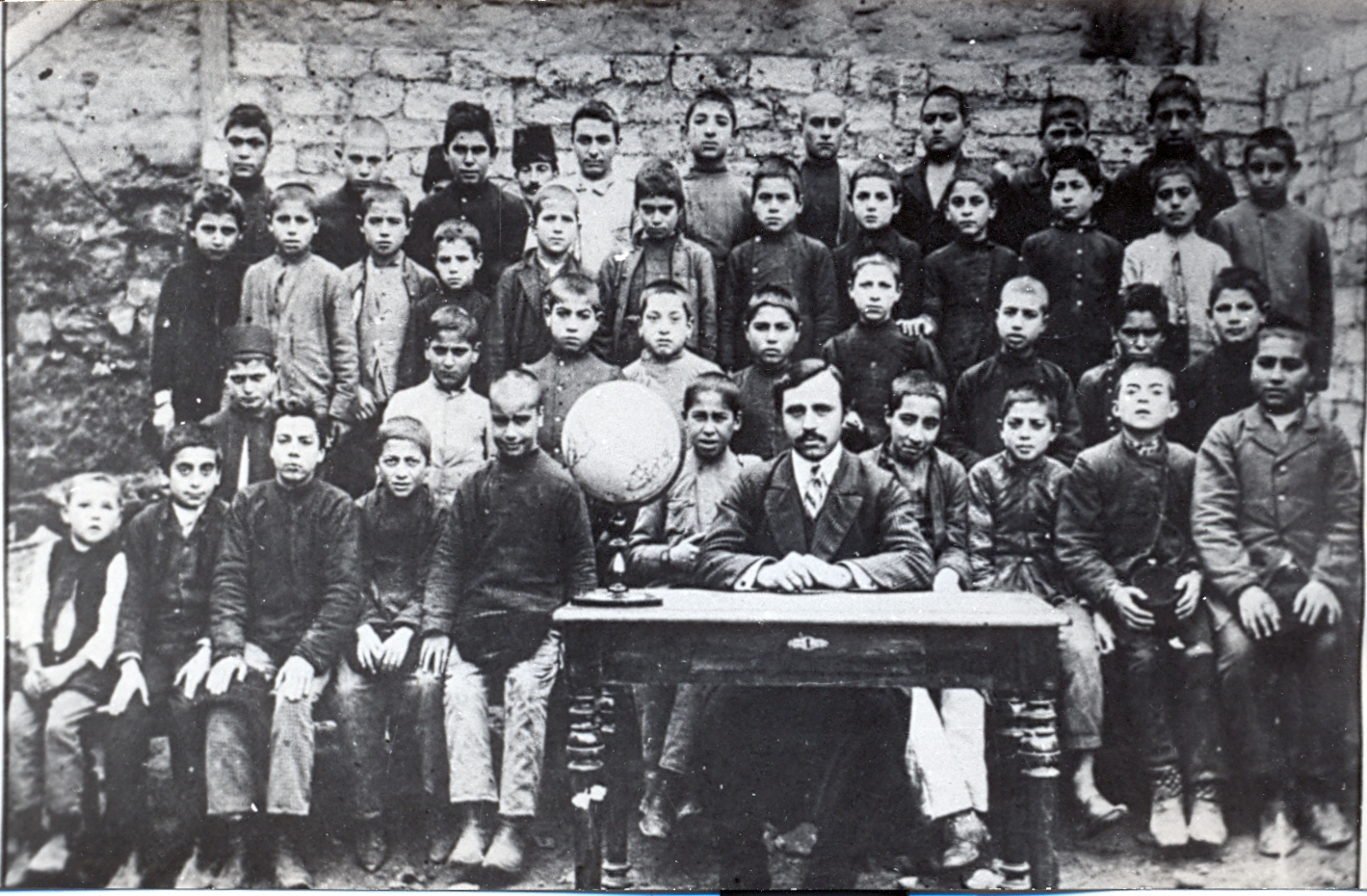
Узеир-бек Гаджибеков (за столом) в школе Саадат, Баку, 1911 год

В период с 1914 по 1918 годы был редактором, а затем владельцем газеты «Йени игбал», позже — редактором газеты «Азербайджан».

Мемориальная доска в честь Узеира Гаджибекова на бывшем особняке Ахундова по улице Воронцовской (ныне — ул. Бутырина, 5), в котором он жил во Владикавказе.

В 1915 году Гаджибеков длительное время гостил и работал на Северном Кавказе в городе Владикавказ, в котором проживала крупная азербайджанская община. Жил у родственников своей жены на улице Средней в доме № 10 в районе «Джума-мечеть Мухтарова», но чаще останавливался в особняке на улице Воронцовской (ныне — ул. Бутырина, № 5), принадлежащего подполковнику царской армии Ирзабеку Ахундову — внучатому племяннику драматурга Мирзы Фатали Ахундова. Старший сын Ирзабека Ахундова Адыльгирей был женат на сестре супруги Гаджибекова. А с младшим сыном Ирзабека — Фаталибеком — композитор именно во Владикавказе перевёл на русский язык свою оперетту «Аршин мал алан», написанную в 1913 году в Петербурге. Во Владикавказе же в 1915 году Узеир Гаджибеков написал свою последнюю оперу дореволюционного периода — «Горун и Лейла». Во время своего пребывания во Владикавказе Гаджибеков познакомился и общался с такими видными общественными деятелями, как член бюро мусульманской фракции в IV Государственной Думы России Ахмедом Цаликовым и внуком известной азербайджанской поэтессы Хуршидбану Натаван, потомком карабахских ханов Уцмиев, Хасаем Уцмиевым.
В период с июня по сентябрь 1918 года руководил гастрольной поездкой азербайджанских оперных артистов в иранские города Энзели и Решт. В 1920 году в Азербайджане установилась советская власть. Композитор в том же году представил в Народный комиссариат просвещения Азербайджанской ССР доклад о необходимости открытия музыкальной академии и народной консерватории, а также о передаче им зданий бывших музыкальных школ. В последующие годы руководил (1922—1926 и 1939—1941) созданной по его инициативе Азербайджанской тюркской музыкальной школой (ныне Бакинское музыкальное училище имени Асафа Зейналлы). В 1925 году его избрали депутатом Бакинского Совета депутатов трудящихся, а в следующем году он стал проректором Азербайджанской консерватории.

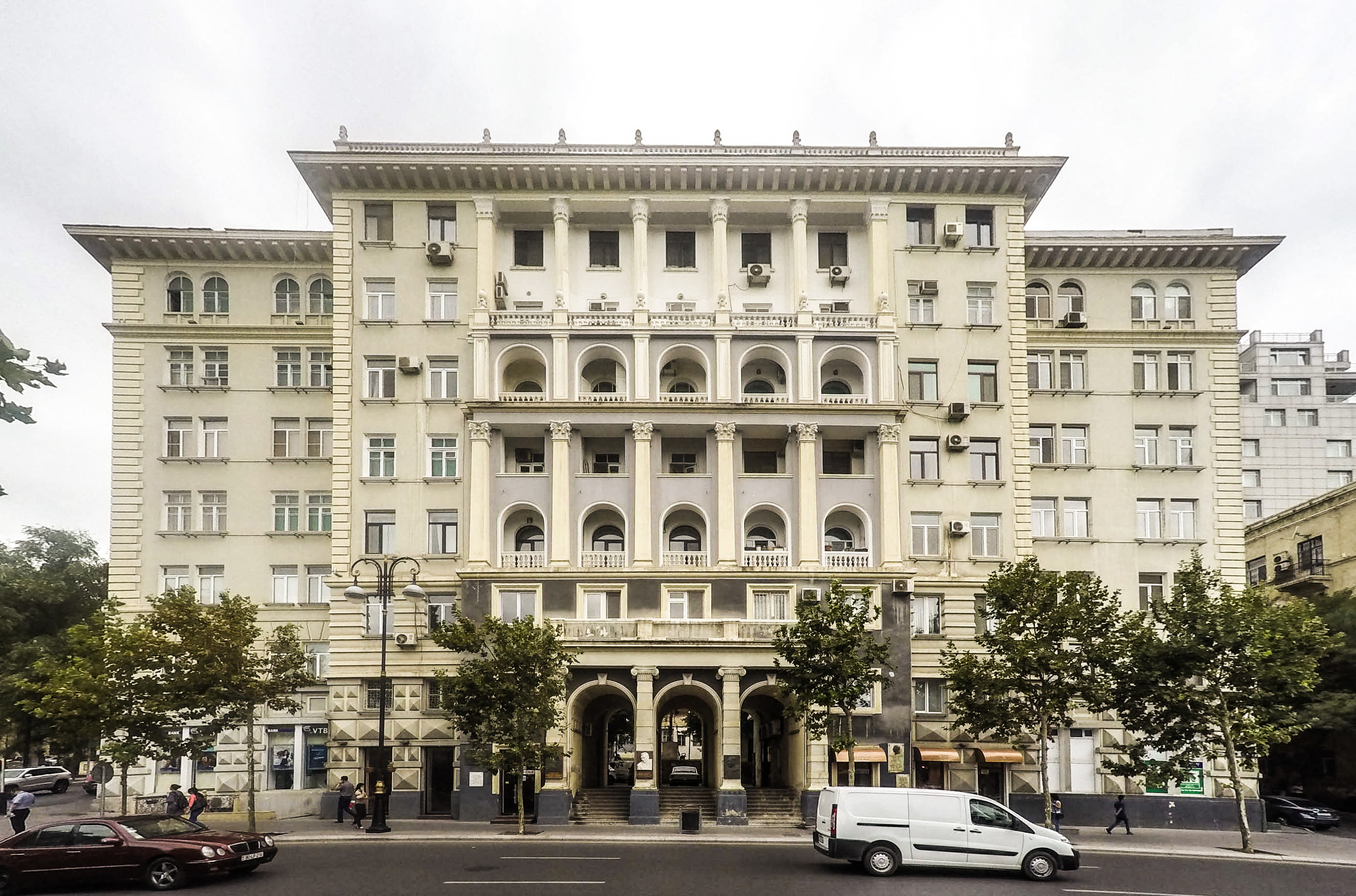
Дом «Монолит» в Баку, в котором с 1942 по 1948 год жил Гаджибеков

В 1931 году организовал оркестр народных инструментов, а в 1936 году — государственный хор. 7 мая 1938 года Узеир-бек подал заявление о приёме в партию, и ЦК КПСС, ввиду его заслуг, по ходатайству ЦК КП Азербайджанской ССР, в качестве исключения, принял его в ряды партии без прохождения кандидатского стажа. В 1938 году Гаджибекова наградили орденом Ленина и удостоили звания Народного артиста СССР. Год спустя композитора назначили ректором Азербайджанской консерватории и в том же 1939 году избрали членом организационного комитета I съезда Союза композиторов СССР. В последние 10 лет своей жизни он руководил Союзом композиторов Азербайджана. В 1943 году передал 25 000 рублей личных сбережений на строительство танковой колонны.
В сентябре 1945 года Гаджибеков был назначен директором Института искусств АН Азербайджанской ССР.
Был постоянным членом АН Азербайджанской ССР с момента её основания в 1945 году и депутатом Верховного Совета СССР двух созывов (1937, 1941).
В 1947 году состояние страдавшего от диабета Узеира Гаджибекова ухудшилось, а из-за неверно назначенного лечения оно ещё более осложнилось. Он стал проходить лечение в Кремлёвской больнице в Москве, а после — в государственном санатории в Мардакяне. 23 ноября 1948 года около 2 часов ночи композитор скончался в Баку, в своей квартире на четвёртом этаже дома «Монолит», от сердечной недостаточности. Похоронен на Аллее почётного захоронения в Баку.

### Личная жизнь
20 декабря 1909 года Узеир Гаджибеков женился на Малейке-ханум Терегуловой — представительнице знатного татарского рода Терегуловых, известного как в Азербайджане, так и в Грузии, с которой он познакомился, ещё учась в Горийской семинарии. Другая из шести сестёр Терегуловых была замужем за Муслимом Магомаевым — старшим. После получения высшего образования Гаджибеков жил в Баку с женой и матерью, а также опекал пятерых детей своей сестры; своих детей у него не было. Брат композитора Джейхун Гаджибейли эмигрировал во Францию, но это не отразилось на признании композитора в СССР благодаря тому, что композитор поддерживал связи с братом, живущим в Европе, посредством сестёр и других родственников. До постановки «Кёроглы» постоянно сохранялась опасность ареста композитора и возможных репрессий, но после того, как в 1938 году «Кёроглы» была триумфально поставлена в столице СССР, автор был удостоен звания Народного артиста СССР, ордена Ленина, избран депутатом Верховного Совета СССР. Это было признанием со стороны политического руководства страны.

### Адреса в Баку
- 1908 — 31-й номер гостиницы «Исламие» (ныне дом № 9 по проспекту Азербайджан)[38][39].
- 1915—1942 — Дом по улице Верхняя Приютская (ныне Ш. Азизбекова 67, где сейчас расположен дом-музей)[40].
- 1942—1948 — Дом «Монолит» на площади Низами[35].

## Награды и звания
- Народный артист СССР (17.04.1938)
- Народный артист Азербайджанской ССР (26.09.1937)
- Заслуженный деятель искусств Азербайджанской ССР (01.02.1936)
- Сталинская премия второй степени (1941) — за оперу «Кёроглы»[41]
- Сталинская премия второй степени (1946) — за музыку к фильму «Аршин мал алан» (1945)
- Орден Ленина (17.04.1938) — за выдающиеся заслуги в деле развития азербайджанского оперного искусства, азербайджанской музыки, песни и танцев[42]
- Орден Трудового Красного Знамени (17.09.1945)
- Медаль «За оборону Кавказа» (01.05.1944)[43]
- Медаль «За доблестный труд в Великой Отечественной войне 1941—1945 гг.» (06.06.1945)[44]
- Гранд-премия «КиноВатсон» (Россия, посмертно, 2008)[45].

## Творчество

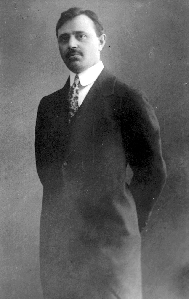
Узеир Гаджибеков. 1913 год

В творчестве Узеира Гаджибекова соединились западные и восточные музыкальные стили; элементы азербайджанской народной музыки были приспособлены им к классическим европейским традициям. С использованием этого метода Гаджибековым в 1908 году была написана первая азербайджанская опера «Лейли и Меджнун», по мотивам одноимённой поэмы азербайджанского поэта Физули. Его вторая опера «Шейх Санан», созданная в 1909 году, значительно отличалась по стилю от предшественницы и состояла в большей степени из авторской музыки. Следующие четыре оперы, написанные между 1910 и 1915 годами, имели в основе традиционный азербайджанский мугам («Рустам и Зохраб» (1910), «Шах Аббас и Хуршуд Бану» (1911), «Асли и Керем» (1912), «Гарун и Лейла» (1915)). Лучшим произведением композитора считается опера «Кёроглы», написанная в 1936 году. За эту работу Узеир Гаджибеков в 1941 году был удостоен Сталинской премии. В общей сложности им было написано 7 опер и 3 оперетты: «Муж и жена» (1909), «Не та, так эта» (1910) и «Аршин мал алан» (1913). Гаджибеков был автором либретто ко всем своим произведениям, за исключением оперы «Кёроглы». У него также была незавершённая опера «Фируза». Это произведение было дописано композитором Исмаилом Гаджибековым.
Узеир Гаджибеков стал основоположником нового жанра камерной вокальной музыки — романса-газели, создав такие произведения, как «Сенсиз» (1941) и «Севгили джанан» (1943). Помимо этого, Гаджибеков считается также основателем азербайджанской оперной школы. В. Виноградов в своей книге «Узеир Гаджибеков и азербайджанская музыка» пишет:

«…Его заслуга поистине велика. Не случайно, что опера в Азербайджане является массовым музыкальным жанром.…».— (из книги В. Виноградова, «Узеир Гаджибеков и азербайджанская музыка»)
В 1918 году композитор сочинил гимн Азербайджана. С 1920 по 1991 год этот гимн не исполнялся по причине вхождения Азербайджана в состав СССР. Однако в 1930 году, по случаю 10-летней годовщины установления советской власти в Азербайджане, Узеир-бек написал слова и музыку нового гимна Азербайджанской ССР. Новый гимн был впервые исполнен 28 апреля 1930 года под руководством самого Гаджибекова. Поскольку Гимн Азербайджанской ССР 1930 года близок к жанру кантаты, его иногда называют кантатой. Уже в 1944 году сочинил новый гимн союзной республики, исполнявшийся до выхода Азербайджана из состава СССР. В 1991 году старый гимн 1918 года вновь стал государственным.
В конце 20-х—начале 30-х годов создал первые азербайджанские массовые песни, камерные инструментальные произведения, для оркестра народных инструментов (сюита «На хлопковых полях», фантазии — «В ладе Чаргях» (1932), «В ладе Шур» (1932)), кантаты, в том числе «Памяти Физули» (1934), оркестровые (увертюры), хоровые сочинения, для скрипки, виолончели и фортепиано — «В стиле ашугской» (1932), для фортепиано — сонатина.
В годы Великой Отечественной войны написал ряд патриотических песен («В добрый путь», «Сестра милосердия» и др.), кантату «Родина и фронт» (1942), увертюру «Джанги» («Боевая», 1942).

### Опера «Лейли и Меджнун»

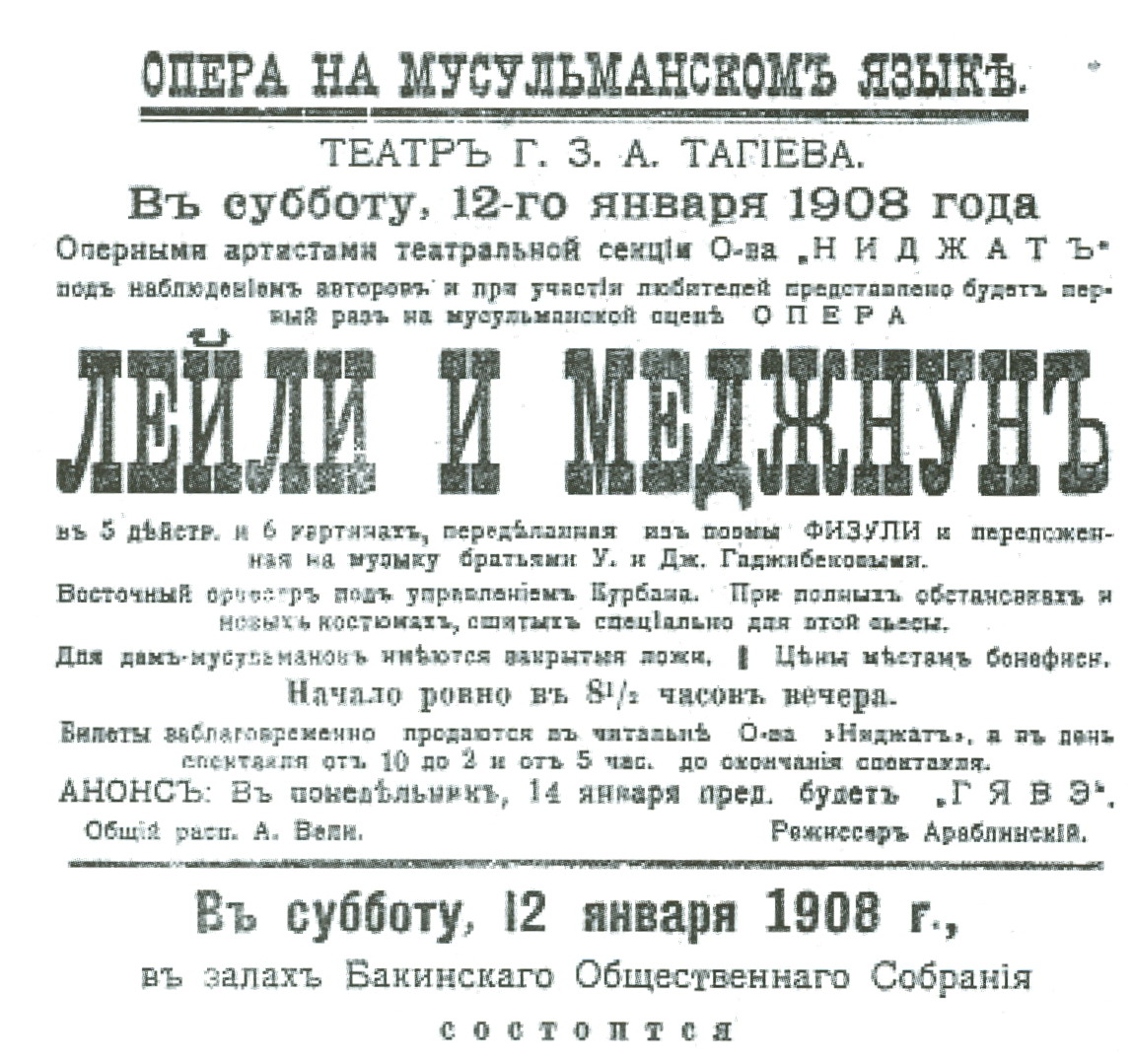
Первая афиша Лейли и Меджнун. Баку, 1908 год

Первую азербайджанскую оперу (мугамная опера) Узеир Гаджибеков начал писать в 1907 году. Она была завершена к 1908 году, и тогда же поставлена впервые в Баку, в театре, принадлежавшем нефтяному магнату и меценату Гаджи Зейналабдину Тагиеву. В первой постановке оперы участвовали деятели азербайджанской культуры, впоследствии ставшие популярными музыкальными и общественными деятелями как независимого Азербайджана, так и Азербайджанской ССР. 

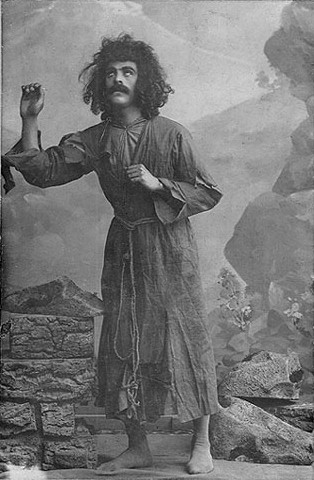
«Первый Меджнун», оперы Лейли и Меджнун, Баку, 1908 год

На таре играл известный впоследствии тарист Гурбан Пиримов, роль Меджнуна исполнял Гусейнкули Сарабский, а сам композитор исполнял партию скрипки в оркестре. Роль Лейли исполнял мужчина. Сарабский в изданных им в 1930 году воспоминаниях пишет:

«…После этой постановки многие стали называть меня Меджнуном. Я дорожил этим именем, я гордился им. Народ, встречавший раньше меня на улице с усмешкой, теперь принимал с уважением и любовью…»— (Г. Сарабский, Воспоминания)
Сочинением композитора «Лейли и Меджнун» была заложена основа жанра мугамной оперы и азербайджанской оперы вообще. Впоследствии он вспоминал:
В то время я, автор оперы, знал лишь основы сольфеджио, но не имел никакого представления о гармонии, контрапункте, музыкальных формах... Тем не менее успех «Лейли и Меджнун» был большой. Он объясняется, по моему мнению, тем, что азербайджанский народ уже ожидал появления на сцене своей, азербайджанской оперы, а в «Лейли и Меджнун» сочетались подлинно народная музыка и популярный классический сюжет.
Узеир Гаджибеков остановил выбор на поэме Физули «Лейли и Маджнун» (сама поэма основана на арабской легенде о Лейли и Маджнуне) и на жанрах народной музыки, что положительно повлияло на восприятие произведения в мусульманском обществе. Первая постановка оперы за пределами Азербайджана прошла в Тифлисе.
Вся музыка, кроме мугама, присутствующего в опере «Лейли и Меджнун», написана самим автором. По ходу действия цитируется только одна азербайджанская народная песня. Характерная ладовая структура и ритмика соответствуют каждому определённому образу спектакля.
В 2008 году согласно Распоряжению Президента Азербайджанской Республики в Азербайджане официально отмечалось 100-летие создания оперы. За прошедшее время (до 2009 года) опера была поставлена более 20 тысяч раз. В следующем году «Лейли и Меджнун» стала частью программы проекта «Шёлковый путь» известного виолончелиста Йо-Йо Ма, с использованием традиционных восточных инструментов, а также с участием известного вокалиста, исполнителя мугама Алима Гасымова и его дочери Фарганы Гасымовой. Консультантом проекта является этномузыковед, профессор Университета Индианы и Бакинской музыкальной академии Аида Гусейнова. 23 ноября 2008 года в столице Катара городе Доха состоялась мировая премьера мультимедийной аранжировки оперы «Лейли и Меджнун» в исполнении ансамбля Йо-Йо Ма как с участием западных, так и восточных музыкантов.

### Оперетта «Аршин мал алан»

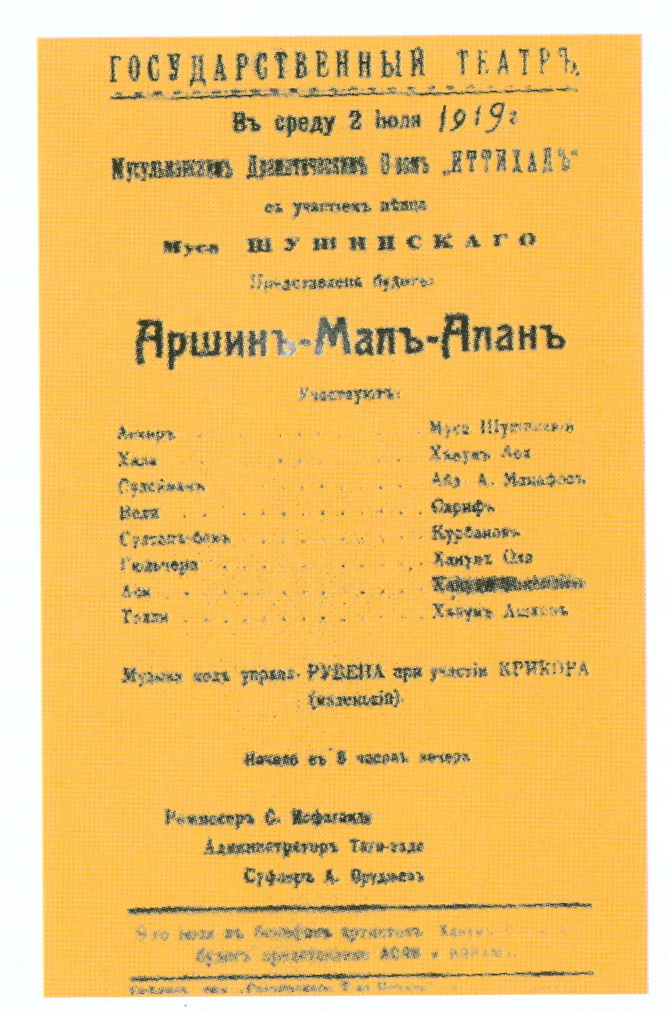
Афиша постановки Аршин мал алан, Тифлис, 1919 год

«Аршин мал алан» является последней и одной из самых популярных оперетт композитора. Она была написана в 1913 году в Санкт-Петербурге. Действие оперетты происходит в Шуше. Так описывает историю появления «Аршин мал алан» дочь Рашида Бейбутова — Рашида:

…Мой дед Маджид-бей Бейбуталы, так в старину звался род Бейбутовых, обладал необыкновенным голосом, прекрасно исполнял народные песни и к 30 годам стал профессиональным певцом. А до этого помогал своему отцу: набрав короб шелков, он ходил по улицам Шуши, где тогда они жили, и зазывал местных модниц поглядеть на товар: «Аршин мал алан, аршин мал алан…» Колоритная фигура коробейника настолько врезалась в детскую память будущего композитора Узеира Гаджибекова, что впоследствии он использовал этот сюжет в оперетте «Аршин мал алан»…"— (Интервью Рашиды газете АиФ)

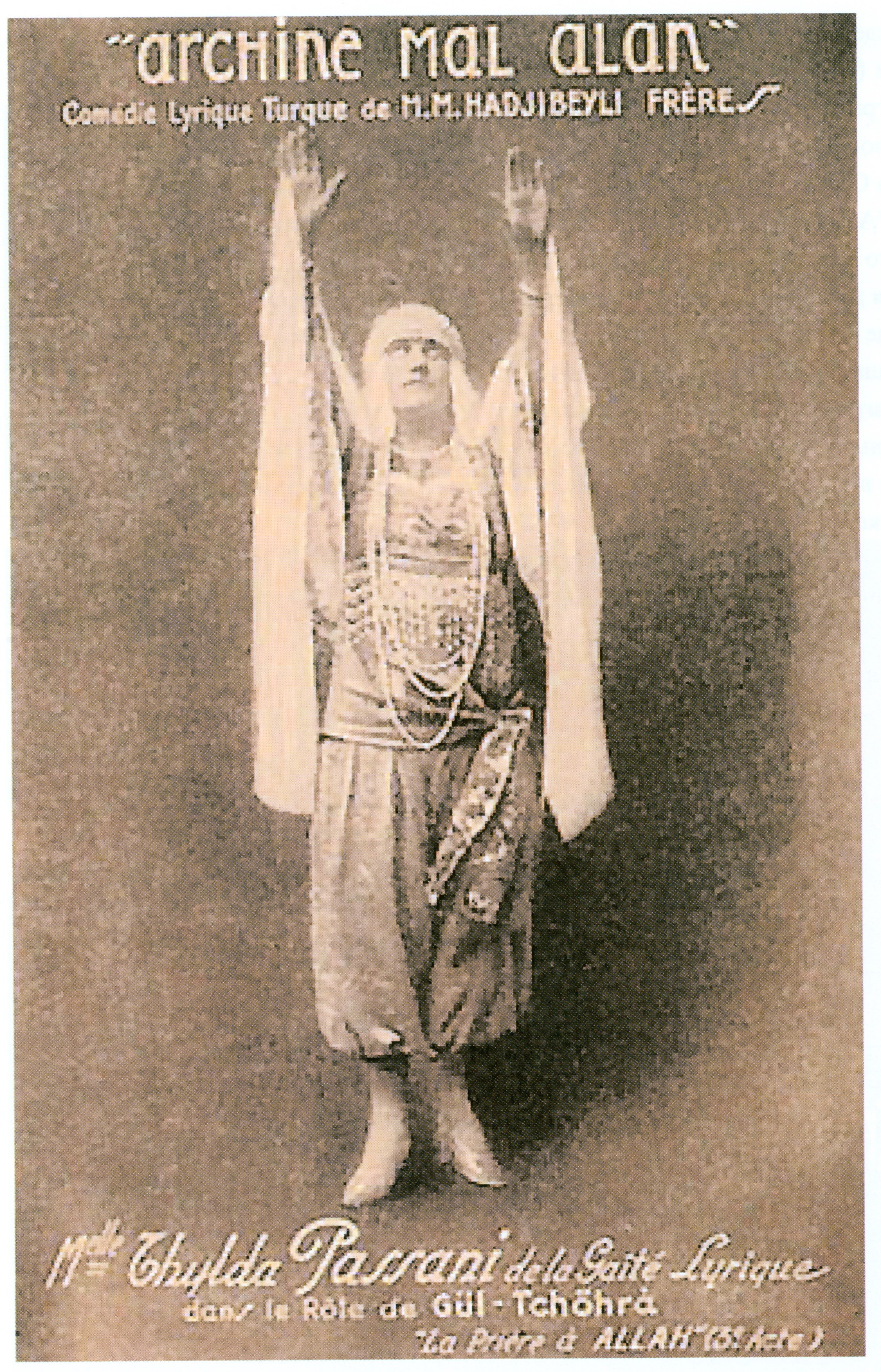
Афиша постановки Аршин мал алан, Париж, 1925 год

С точки зрения жанра и формы вступительная ария Аскера и ряд других вокальных номеров оперетты выполнены в чисто европейской манере. Вместе с тем, их мелодии обладают несомненным национальным колоритом. В частности, упомянутая вступительная ария Аскера выдержана в ладе сегях, куплеты и танец Джахан — в ладе шур, дуэт Вели и Телли — также в ладе шур и т. д. Премьера «Аршин мал алан» состоялась в 1918 году в театре Зейналабдина Тагиева. В дальнейшем «Аршин мал алан» был переведён на более чем 75 языков и поставлен в 187 театрах 76 стран: в 16 городах Грузии, в 17 городах Болгарии, 13 штатах США, 17 городах Польши (1500 раз), в 28 городах России, в 8 городах Китая и т. д В 1919 году труппа братьев Гаджибековых гастролировала в Турции, в Стамбуле. Эти гастроли проходили настолько успешно, что азербайджанским артистам пришлось арендовать на несколько месяцев театр «Шарг» («Восток») в Стамбуле. Особо стоит выделить постановку оперетты «Аршин мал алан» в Парижском театре «Фемина», премьера которой состоялась 4 июля 1925 года. Перевод на французский был совершён братом автора Джейхун-беком. Роли исполняли французские артисты Дерваль (Султан-бек), Монте (Аскер), Пассани (Гюльчохра), Магали (Ася) и другие. Известный польский драматург С. Поволоцкий вспоминает:

…Я первый раз услышал арию Аскера в исполнении великолепного певца Рашида Бейбутова. Потом я посмотрел фильм «Аршин мал алан», в котором Рашид Бейбутов сыграл главную роль. Я был потрясён и влюблен в эту картину. Спустя некоторое время любимый всеми певец в очередной раз приезжает в Польшу на гастроли. Я ещё раз услышал в его исполнении арию Аскера из «Аршин мал алана» на польском языке, которую он исполнял на каждом концерте. После очередного концерта подошёл к Рашиду Бейбутову и поделился с ним желанием перевести «Аршин мал алан» на польский язык. Певец мое предложение одобрил…— (из воспоминаний С. Половоцкого)
В 1954 году в Белостокском государственном театре им. А. Венгерска был поставлен «Аршин мал алан» на польском языке. В главных ролях выступали Е. Пореда и С. Волошина. В 2004 году премьера новой постановки «Аршин мал алан» состоялась на сцене Высшего театрального училища имени Щукина при Государственном театре имени Вахтангова с участием популярных российских актёров-выпускников Щукинского театрального училища. В 2007 году оперетта была поставлена в Вене.

#### Экранизация оперетты «Аршин мал алан»
Оперетту «Аршин мал алан» экранизировали 4 раза. Первая экранизация была осуществлена в России в 1916 году. Режиссёр Б. Светлов произвёл эту экранизацию с участием Г. Сарабского, А. Агдамского, М. Алиева на студии «Фильм» братьев Пирон. Следующая экранизация произошла в Санкт-Петербурге в 1917 году, но по настоянию автора фильм сняли с проката. В том же году съёмки «Аршин мал алан» прошли в США. Журнал «Молла Насреддин» от 16 февраля 1917 года писал: «…В одной из нью-йоркских газет сообщается о том, что в Америке был поставлен „Аршин мал алан“. Это замечательная оперетта нашего соотечественника Узеир-бека Гаджибекова также покорила американских зрителей…».
15 сентября 1918 года в газете «Миллят» Юсиф-бек Везиров также подтвердил этот факт. Он писал: «…Аршин мал алан имел огромный успех даже на сценах Америки… Мы с гордостью можем заявить о том, что во всем исламском мире мы — авторы первой оперы и оперетты…». В 1937 году американский режиссёр армянского происхождения Сетраг Вартян в третий раз экранизировал «Аршин мал алан» на армянском языке без указания автора.
Узеир Гаджибеков адресовал свой протест лично Сталину. По указанию последнего была организована экранизация произведения Гаджибекова в Азербайджане, в 1945 году. Сценарий к фильму написал Сабит Рахман, режиссёрами-постановщиками были назначены Рза Тахмасиб и Николай Лещенко. Должность музыкального редактора была поручена племяннику Узеир-бека Ниязи. Поистине звёздным стал актёрский состав фильма. Были приглашены Рашид Бейбутов, Лейла Бадирбейли. На роль Аси была утверждена молодая актриса Театра юного зрителя Рахиля Меликова. Консультантом проекта выступил известный советский кинорежиссёр, актёр и сценарист Г. В. Александров.
Изначально картина не была одобрена советской цензурой и прокат её был запрещён, однако несогласный с мнением худсовета Сергей Эйзенштейн, считавший, что картина «покорит мир», добился того, чтобы картину посмотрел Сталин, который одобрил фильм. После одобрения Сталина фильм «Аршин Мал Алан» поступил на прокат в СССР и получил Сталинскую премию.
Этот фильм показали в 136 странах и дублировали на 86 языков. В связи со 100-летием мирового кино «Аршин мал алан» 1945 года (режиссёр Рза Тахмасиб) вошёл в список 100 любимых фильмов кинозрителей Советского Союза. Только в Советском Союзе фильм просмотрели более 16 млн зрителей. Бюджет картины составил 5 млн. 807 тыс. рублей, тогда как прибыль от проката картины превысила цифру в 5 млрд рублей.
Зрителям в национальных республиках демонстрировались красивые истории о средневековых поэтах и певцах, о несчастной любви. Это были фильмы в стиле нео-фольклора позднего сталинизма. Народность снова получила признание. Вклад Азербайджана в этот жанр представлен музыкальным шедевром «Аршин мал алан». Фильм был снят в 1945 году на основе комедийной оперетты Узеира Гаджибекова, созданной по мотивам народной любовной истории об ухаживаниях купца Аскера за его возлюбленной Гюльчохрой..
В 1965 году Государственная организация «Союзэкспорткино» СССР, учитывая, что «Аршин мал алан» 1945 года с участием Рашида Бейбутова принёс большую финансовую прибыль, заказала Бакинской киностудии новый, цветной вариант фильма. Таким образом, режиссёром Тофиком Тагизаде было ещё раз экранизировано это произведение Узеир-бека Гаджибекова. Его фильм «Аршин мал алан» 1965 года не снискал такой популярности, как первый, однако был более совершенным с точки зрения технического оснащения. Позже была снята китайская версия фильма, которая называлась «Любовь под одеялом». Среди исполнителей ролей в этом произведении Узеира Гаджибекова есть также и известный азербайджанский исполнитель мугама — Алим Гасымов, исполнявший не раз партию в этой мугам-опере.

### Оперетта «Не та, так эта»

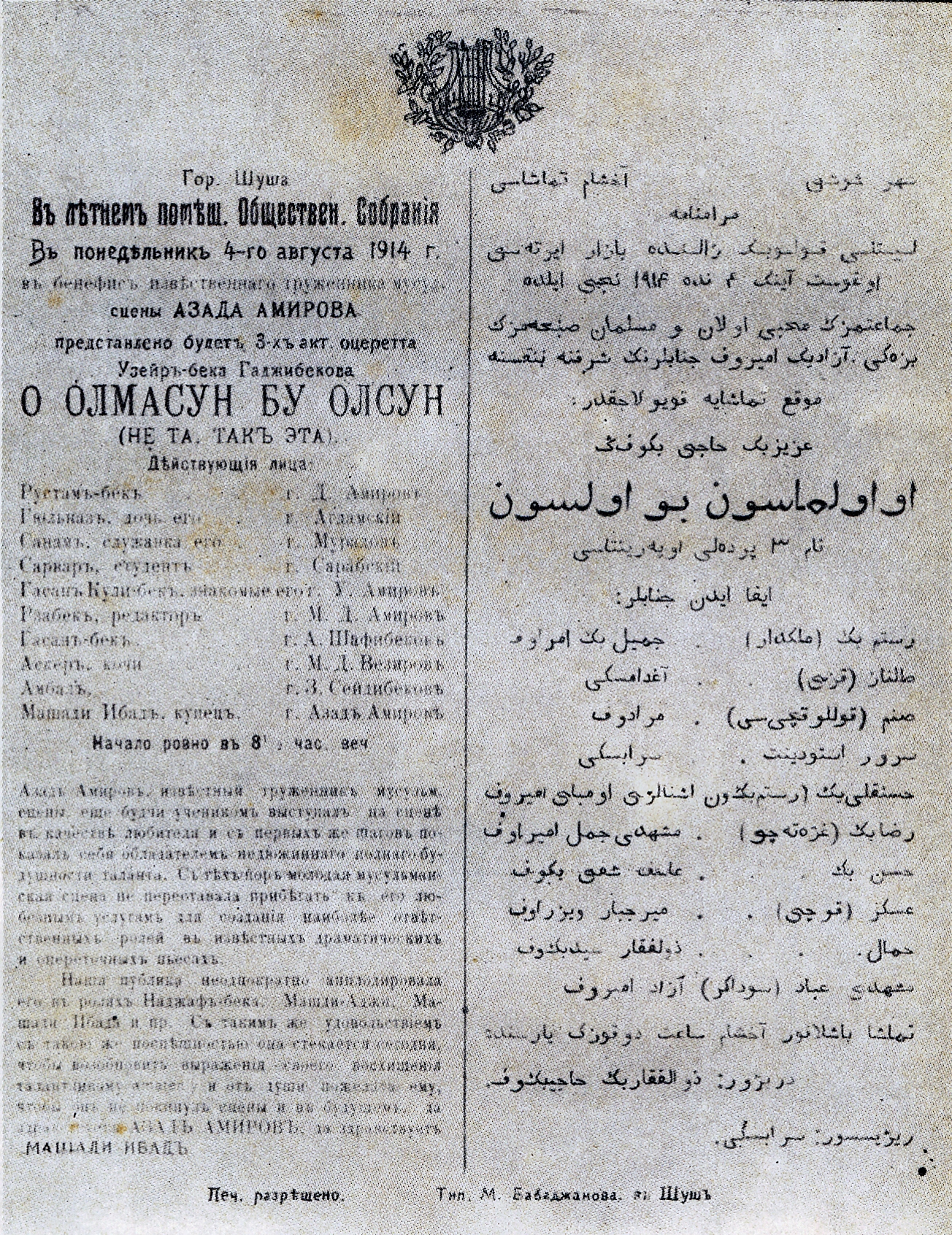
Программа одного из спектаклей. Летнее помещение Общественного Собрания, Шуша, 1914 год

Написанная в 1910 году оперетта «Не та, так эта», является второй по счёту музыкальной комедией композитора (после «Мужа и жены»). Её премьера состоялась 25 апреля (8 мая) 1911 года в Баку в театре братьев Маиловых (ныне — Азербайджанский государственный академический театр оперы и балета им. М.Ф. Ахундова). В главных ролях выступили: в роли Мешеди Ибада — Мирза Алиев, в роли Сарвера — Гусейнкули Сарабский, в роли Гюльназ, дочери Рустамбека — Ахмед Агдамский, в роли Гасан-бека — М. Х. Терегулов. Дирижировал сам автор комедии. Имело место несколько сценических редакций этой комедии, она была переведена на многие языки и с успехом ставилась в городах Закавказья, Турции, Болгарии, Йемена и т. д. Либретто комедии впервые было издано в 1912 году в Баку, в типографии братьев Оруджевых. Первоначально она была в трёх действиях, а после того, как в 1915 году была написана сцена в бане — стала музыкальной комедией в четырёх действиях. В музыке Узеиром Гаджибековым была использована азербайджанская народная музыка, мугам, а в тексте — газели Физули.
Главный герой комедии, пятидесятилетний купец Мешади Ибад, за которого выдаёт свою пятнадцатилетнюю дочь Гюльназ обедневший бек Рустам-бек. Но к концу комедии возлюбленному Гюльназ, студенту Сарвару, удаётся обмануть Мешади Ибада, и в итоге тот женится не на Гюльназ, а на её служанке Сенем, сказав «не та, так эта».
Комедия «Не та, так эта» считается одной из самых смелых и принципиальных произведений в театральном искусстве дореволюционного Азербайджана, в котором Гаджибекову удалось показать социально-бытовые противоречия в азербайджанской действительности конца XIX — начала XX века. Но, как отмечает Метью О’Брайн, именно поддержка прав женщин стоит в центре этой комедии Узеира Гаджибекова.
Эта комедия была экранизирована в 1956 году киностудией «Азербайджанфильм». Фильм «На та, так эта» также имел большой успех у зрителей.

### Опера «Кёроглы»

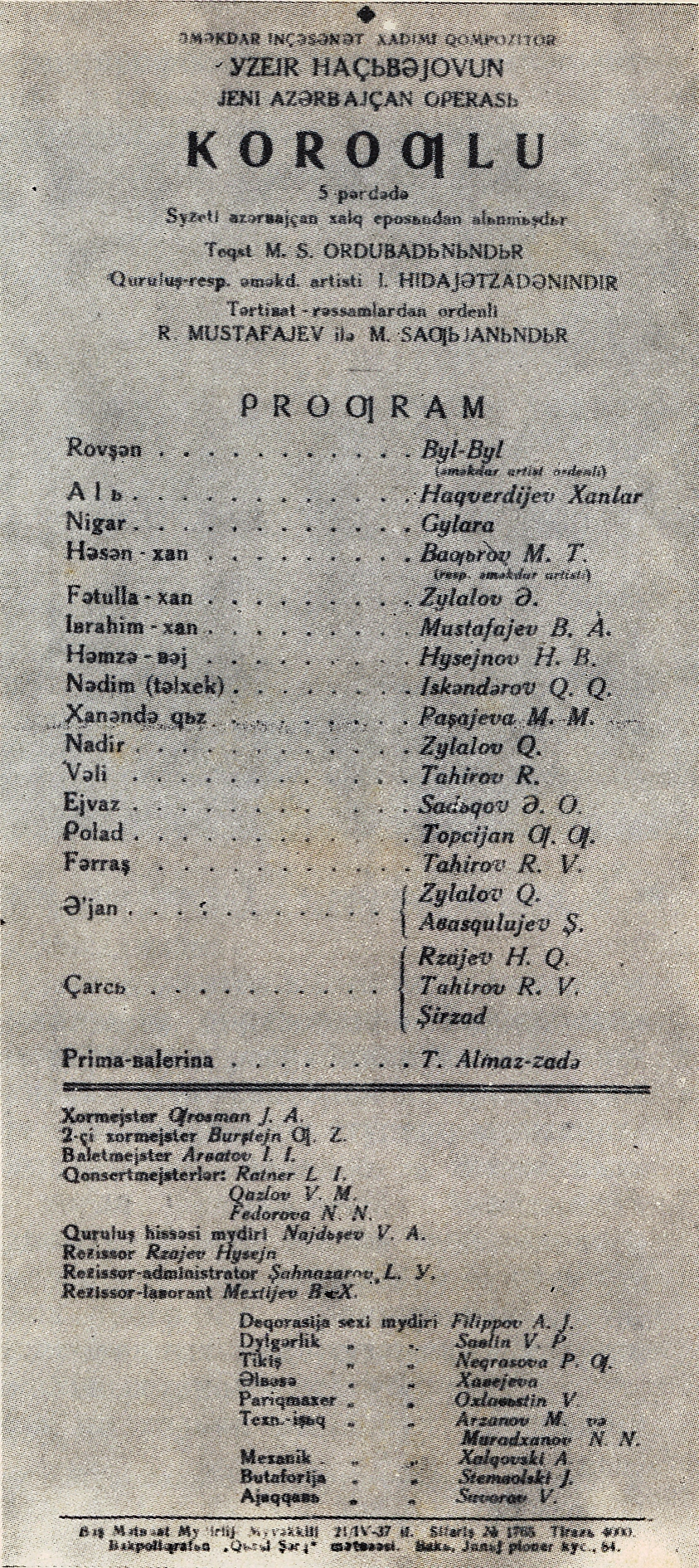
Программа первого спектакля оперы «Кероглы»

Одной из самых знаменитых в наследии композитора считается опера «Кёроглы», одна из его последних работ, которая была написана в 1932—1936 годах и поставлена впервые в Баку в 1937 году. Многие критики считают эту оперу венцом музыкального творчества Узеир-бека — своеобразной «энциклопедией стиля Гаджибекова». Либретто пятиактовой оперы написано самим композитором, совместно с Г. Исмайловым и одним из самых известных азербайджанских драматургов Мамед Саидом Ордубади. В основу сюжета оперы, являющейся героическим эпосом, лёг ашугский дастан «Кёроглы», известный также и за пределами Азербайджана — на Кавказе, в Средней Азии и на Ближнем Востоке. Героико-эпический характер сюжета произведения, написанного в стиле мугам-оперы, подчеркивают динамичные лейтмотивы, призванные передать всю остроту межклассовой борьбы в средневековом Азербайджане. Герой оперы — собирательный образ народа, угнетённого и борющегося за свободу — Кёроглы; отрицательный герой — Гасан-хан. Основу музыкально-театральной постановки впервые в истории азербайджанской оперы составил хор, монументально выразивший образ народа. Использование хора в опере «Кёроглы» положило начало использованию азербайджанскими композиторами кантатно-ораториального жанра в последующем творчестве. В опере «Кёроглы» Гаджибеков широко использовал также танцевальную составляющую, создавшую бытовой фон для более качественного выделения характера и ментальности героя оперы — народа. Танцевальные сцены оперы дали толчок к появлению и дальнейшему становлению национального балета. Узеир-бек писал:
Я поставил перед собой задачу создать национальную по форме оперу, используя достижения современной музыкальной культуры… Кёроглы — ашуг, и он воспет ашугами, поэтому превалирующим стилем в опере является стиль ашугов… В «Кёроглы» есть все элементы, свойственные оперному произведению, — арии, дуэты, ансамбли, речитативы, но всё это построено на основе тех ладов, на которых строится музыкальный фольклор Азербайджана.
Эта опера получила признание как любителей оперного жанра в СССР, так и высшего руководства страны. В 1941 году за оперу «Кёроглы» Узеир Гаджибеков получил Сталинскую премию. Признание оперы в СССР открыло путь к известности композитора на Западе. В ролях выступили такие деятели азербайджанского искусства, как Бюльбюль (Кёроглы), Гюляра Искендерова (Нигяр), М. Багиров (Гасан-хан), Г. Искендеров (Шут). В 1938 году прошла постановка на Декаде азербайджанского искусства в Москве. В Баку в 1943 году была осуществлена постановка на русском языке под дирижированием Ниязи, художником-постановщиком оперы в 1975 году был знаменитый впоследствии в СССР художник Таир Салахов. За пределами Азербайджана опера ставилась в Ашхабаде в 1939 году на туркменском языке, в 1942 году в Ереване на армянском языке и в 1950 году в Ташкенте на узбекском языке. Опера демонстрировалась во время гастрольных поездок АТОБ в таких городах, как Тебриз, Тбилиси, Киев, Ленинград. В 1952, 1970 и 1985 годах были изданы клавиры и партитура оперы, осуществлена грамзапись. Именно успех «Кёроглы» побудил известных западных критиков рассмотреть и изучить творчество Узеира Гаджибекова и первым из азербайджанских композиторов причислить его к плеяде известных композиторов России и Советского Союза.
Начиная с 1940 года, опера «Кёроглы» была включена в репертуар Большого театра.

### Критика творчества Узеира Гаджибекова
Широко известный на постсоветском пространстве, Узеир Гаджибеков мало известен на Западе, его вклад недооценён и игнорировался некоторыми западными критиками. Американский музыкальный критик Марина Фролова-Уолкер, говоря о мугамных операх Узеира Гаджибекова, расценивает попытку синтеза оперы западного стиля и мугама в них как неудачную. Другой западный критик Мэтью О’Брайен, напротив, находит этот синтез очень свежим, оригинальным и новаторским. По словам Мэтью О’Брайена: 

Композитор Гаджибеков сравним с Глинкой, его важность в роли этно-музыканта сравнима с Комитасом, его влияние как учителя сравнимо с вкладом Римского-Корсакова или Танеева, Гаджибеков в роли основоположника азербайджанского музыкального образования сравним с братьями Рубинштейн…
— Мэтью O'Брайен
Советские критики и деятели культуры также оценивали творчество Гаджибекова по-разному. Если
Иван Козловский и Куддус Кужамьяров выделяли темпераментность и выразительность его музыки, а также её доступность простым людям, то азербайджанский критик А. Ахлиев-Мамедов критикуя оперетту «Аршин-мал алан» писал, что использование музыкальных комедий в воспитании детей может пагубно повлиять на их образ жизни.
Созданный Гаджибековым жанр мугамной оперы и его первая опера «Лейли и Меджнун» встретили сильный протест со стороны министра образования Азербайджанской ССР 1920-х годов Мустафы Гулиева. Гулиев, будучи сторонником вестернизации (русификации) азербайджанской музыки и отказа от национальной музыкальной традиции, резко раскритиковал оперу, выделяя её провинциальность и отсталость, исходящую от использования мотивов мугама. Параллельно в прессе было опубликовано большое количество писем от рабочих и интеллигенции Баку с требованиями создания современной национальной оперы без использования мотивов мугама. Вестернизация (русификация) азербайджанской оперы встретила поддержку также со стороны литературных кругов. Один из знаменитых азербайджанских поэтов того периода Сулейман Рустам писал в своих стихах: «…Стоп тар! Стоп тар! Тебя не любит пролетарий! …», в то время как Микаил Мушфиг отвечал ему: «…Пой тар! Пой тар! Как же можно позабыть тебя?…».
Грузинский музыковед и критик Шалва Асланишвили отзывается о композиторе следующем образом:

В истории советской музыки Узеирбек Гаджибеков занял своё индивидуальное место, нашёл свой путь, разработал свою музыкально-логическую и музыкально-семантическую систему. Музыка Узеирбека Гаджибекова — это музыка необычайно сильных чувств, значительных мыслей, высоких идей. Она всегда говорит о мужестве, воле, непокорности духа.
— Шалва Асланишвили
Благодаря успеху оперы «Кёроглы» композитор получил известность не только в пределах СССР, но и на Западе. О нём писали в ряде западных музыковедческих публикаций, таких как «Russian composers and musicians (Русские композиторы и музыканты)» Володарской-Ширяевой (1940 г.), «Handbook of Soviet musicians (Справочник советских музыкантов)» Бэлзы (1943 г.), «Realistic music (Реалистичная музыка)» Рены Моисенко (1949 г.) и других. Однако информации о Гаджибекове в этих источниках было очень мало и среди произведений были выделены только две оперы композитора — «Лейли и Меджнун» и «Кёроглы». Это было связано с малоизвестностью Гаджибекова за пределами СССР.
Марина Фролова-Уолкер, описывая музыку композиторов национальных советских республик, называла её мёртвой, обосновав это «испорченностью сталинизмом». Однако Мэтью О’Брайен выделяет музыку Гаджибекова из этого списка, приводя в пример символичность звучания оперы «Кёроглы» из граммофонов в период обретения Азербайджаном независимости в 1990-е годы, частое упоминание имени Гаджибекова в статьях американского журнала «Azerbaijan International», дебют 26 мая 2002 года произведений Узеира Гаджибекова «Лейли и Меджнун», «Кёроглы» и «Не та, так эта» на американском общественном радио, а также полное воспроизведение оперы «Кёроглы» на радио Принстонского университета 16 июня 2002 года.

## Вклад в культуру и образование

Памятник Узеиру Гаджибекову в Баку перед основанной им в 1920 году музыкальной академией

Узеир Гаджибеков стал основоположником многих реформ в азербайджанской культуре. Именно он первым из деятелей культуры Азербайджана доверил партию в своей опере исполнителю-женщине — Шовкет Мамедовой, а также организовал благотворительный концерт с целью сбора средств для финансирования её учёбы в Италии.

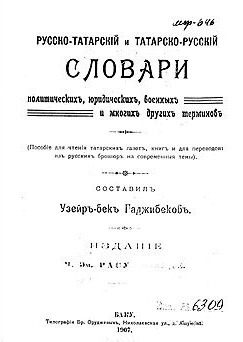
Русско-татарский (так в то время называли азербайджанский) и татарско-русский словарь Гаджибекова 1907 года. Издатель: М. Э. Расулзаде

Однако Узеир Гаджибеков известен на родине не только как композитор и меценат. Он является автором словарей, научных статей и сборников, сатирических и газетных статей. В 1907 году был издан разработанный им «Русско-тюркский и тюркско-русский словарь политических, юридических, экономических и военных терминов», а в 1908 году — «Вопросы арифметики». В период существования Азербайджанской Демократической Республики Узеир Гаджибеков являлся главным редактором ежедневной газеты «Азербайджан».
29 октября 1918 года была опубликована его первая статья в этой газете. В 1945 году был издан его теоретический труд под названием «Основы азербайджанской народной музыки». Эта работа была переведена на три языка и неоднократно переиздавалась. В предисловии к «Основам азербайджанской народной музыки» композитор писал:

Для меня, как композитора, моя работа по изучению основ азербайджанской народной музыки имела то практическое значение, что я сумел написать целую оперу «Кёр-оглы».
Как теоретик Узеир Гаджибеков внёс большой вклад в основы изучения азербайджанской музыки, главного её направления — мугама. Персидская и азербайджанская тональные структуры были основаны на расчетах средневекового философа, уроженца Иранского Азербайджана Сафи Ад-Дина аль-Урмави, а в начале XX века теперь уже Узеир Гаджибеков определил тональную структуру модальных рядов путём изучения ладовой системы азербайджанской лютни, известной как тар. Гаджибеков описал мугам «…в форме здания с 12-ю колоннами и шестью башнями, откуда можно увидеть все четыре стороны света: от Андалусии до Китая, и от Африки до Кавказа…». М. Исмайлов писал, что «…методы монодической экспрессии и развития, включая повторы, последовательности, вариации .. стали существенным материалом для строительства мугама как „храма музыки“…».
Полемизируя с актёром Мамедом Кулиевым, Узеир Гаджибеков в статье «Музыкальное образование в Азербайджане» писал, что «кроме европейской музыки есть и восточная музыка. Мы, азербайджанцы, принадлежим к восточным народам, и поэтому мы не можем относиться безразлично к культуре Востока, ибо без неё мы не сможем достаточно выполнить свой долг в деле создания музыкальной культуры». В условиях разгоравшейся в советских музыкальных кругах дискуссии на тему гармонизации национальных мелодий Узеир Гаджибеков в своих теоретических трудах выступал с предложениями продолжать гармонизацию азербайджанских национальных мелодий, избегая при этом всего, что могло бы нанести ущерб характеру азербайджанской музыки и методам её исполнения. По его мнению, неумелая гармонизация могла поменять характер азербайджанской музыки, нейтрализовать её модальность, и даже вульгаризировать её. Но в то же время он продолжал считать, что азербайджанская музыка не должна оставаться всегда монодичной. Он указывал, что полифония должна основываться не на правильной последовательности аккордов или гармонических каденциях, которые требуют изменений в модальной структуре, а на комбинации логически структурированных отдельных мелодий.
В своей педагогической деятельности Гаджибеков преподавал основные положения и требования, предъявляемые к композиторам. Так, в предисловии к сборнику «Музыка Советского Азербайджана в дни Отечественной войны» Гаджибеков пишет:

Поверхностная стилизация, отнюдь не придавая музыкальному произведению подлинной национальной интонации, вместе с тем лишает его правдивости, искренности и вообще эстетической и художественной ценности. Задача, на мой взгляд, решается совсем иначе. Каждый народ требует от своих композиторов, чтобы они сочиняли свои произведения, как бы сложны они ни были, на близком и родном ему музыкальном языке. Для этого от композитора требуется знание в совершенстве этого языка.

В 1908 году под руководством Гаджибекова была создана в Баку первая национальная оперная труппа. Узеир Гаджибеков стал инициатором основания высшего музыкального учебного заведения — Азербайджанской государственной консерватории. В 1927 году он совместно с композитором Муслимом Магомаевым издал сборник азербайджанских народных песен, впервые переложив их на ноты. В 1931 году под его руководством был создан оркестр азербайджанских народных инструментов. В 1936 году он участвовал в создании Азербайджанского государственного хора при Бакинской филармонии.
Композитор также известен как педагог и учитель многих известных в Азербайджане и за его пределами композиторов и музыкантов.
Учениками маэстро являлись Афрасияб Бадалбейли, Саид Рустамов, Асаф Зейналлы, Шамси Бадалбейли, Ниязи, Джовдет Гаджиев, Тофик Кулиев, Кара Караев, Джангир Джангиров, Фикрет Амиров, Шафига Ахундова и др. Вот как ученики отзываются о влиянии учителя на их становление как творческих людей:

Бессмертный художник Узеирбек, создатель целой школы профессиональной азербайджанской музыки, всегда призывал нас изучать положительные качества музыкальной культуры других народов, извлекать из этого пользу для применения в деле развития национальной музыкальной культуры.
— Фикрет Амиров

Редко встречающееся сочетание мощного композиторского дарования с незаурядными данными драматурга давало возможность Узеиру Гаджибекову выражать свои мысли и идеи в яркой художественной форме. Чудесная музыка являлась самым убедительным, самым страстным пропагандистом лучших передовых идей того времени, которые проникали в душу слушателей, будили в них самые лучшие и возвышенные чувства.
— Кара Караев

Узеир Гаджибеков — поющийся композитор, от первой до последней своей ноты. Я тоже часто ловлю себя на том, что пою гаджибековскую музыку. И если я где-нибудь сфальшивлю или что-нибудь пропущу, то меня часто исправляют люди, не имеющие музыкального образования. Каким же мощным талантом нужно обладать, чтоб тебя так хорошо знал и любил твой народ.
— Ариф Меликов
Дмитрий Шостакович оценивал вклад Узеира Гаджибекова в азербайджанскую культуру следующим образом:
Гаджибеков всю свою жизнь посвятил развитию азербайджанской советской музыкальной культуры. …Он впервые в республике заложил фундамент азербайджанского оперного искусства, основательно организовал музыкальное образование. Большая работа проделана им и в развитии симфонической музыки.

## Роль Гаджибекова в азербайджанской культуре и образовании
Узеир Гаджибеков заложил фундамент национальной композиторской школы и нового направления в истории музыкальной культуры Азербайджана. Первая азербайджанская опера, первая в серии музыкальной комедии и других жанров, как создатель первых примеров хорошо известных произведений композиторов и музыка первого Азербайджанского фольклориста и композитора, осмотрел тонкости Азербайджанской музыки и первый заземлённый музыкант-учёный. Узеир Гаджибеков выдающийся инноватор, учитель-педагог и музыкант в Азербайджане как общественный человек, как создатель первого музыкального театра и концерта оставили глубокий след в истории и культуре азербайджанского народа.
Узеир Гаджибеков глубоко изучал азербайджанскую музыку и её богатые и разнообразные стороны показал в своих научных работах.
В Баку, в 1921 году создал первую музыкальную школу для студентов Азербайджана — Азербайджанская Государственная музыкальная школа.
В 1927 году с Муслимом Магомаевым опубликовал сборник «Азербайджанские тюркские народные песни».
В 2010 году 125-летие Узеира Гаджибекова чествовали не только в Азербайджане но и во всём мире. Накануне 18-28 сентября состоялся международный музыкальный фестиваль «Üzeyir Hacıbəyli — 125».

## Музыкальный фестиваль
С 2009 года в Азербайджане проводится Международный музыкальный фестиваль памяти Узеира Гаджибекова. В фестивале вместе с азербайджанскими музыкантами принимают участие также музыканты из стран ближнего и дальнего зарубежья.

## Память
- День рождения Узеира Гаджибекова, 18 сентября, отмечается в Азербайджане как День национальной музыки.
- В 1977 году построенный на верфи Володарска теплоход был назван именем Узеира Гаджибекова[106].
- Именем Узеира Гаджибекова была названа Государственная премия Азербайджанской ССР.
- Именем композитора названы улица в Баку, Бакинская музыкальная академия (до 1991 года Азербайджанская государственная консерватория)[106], Азербайджанский государственный симфонический оркестр, а также учреждённая в Азербайджане Государственная премия за заслуги в области культуры.
- В 1956 и 1960 годах в Баку были установлены памятники Гаджибекову: в 1956 году — на могиле композитора (автор: О. Эльдаров), в 1960 году — перед Азербайджанской государственной консерваторией (автор: Т. Мамедов)[106].
- В 1959 году был открыт дом-музей Узеира Гаджибекова в Шуше, в 1975 году — в Баку[107].
- В 1959 году был установлен памятник и поставлен бюст в Шуше. Впоследствии, по словам журналиста Би-Би-Си Томаса де Ваала, бюст, «испещрённый пулями, в двубортном пиджаке и сломанных очках» был демонтирован и продан на металлолом армянами, захватившими Шушу в 1992 году[108]. До 2021 года бюст находился в экспозиции под открытым небом Музея искусств Азербайджана. 14 января 2021 года бюст был снова установлен в Шуше[109].
- В 1981 году под режиссурой известного азербайджанского писателя-драматурга Анара был снят художественный фильм о жизни Узеира Гаджибекова — «Аккорды долгой жизни»[110]. Роль самого Гаджибекова играл Гусейнага Атакишиев[111].
- В 1985 году по случаю 100-летия со дня рождения Узеира Гаджибекова в Шуше был установлен памятник Узеиру Гаджибекову. Автором скульптуры стал Ахмед Цаликов. Первоначально проект композиции предполагал установку скульптурного ансамбля, состоящего из нескольких оперных героев, окружающих фигуру музыканта — однако к моменту перевода работы в гранит бюджет был сильно сокращён. Почти готовый ансамбль пришлось сократить до единичной фигуры. Монумент был разрушен в ходе Первой карабахской войны 1992 года. В 2021 году скульпторы Аслан, Теймур и Махмуд Рустамовы восстановили монумент по архивным фотографиям.
- В 2006 году в Вене был открыт бюст композитора[112].
- В 2008 году под эгидой ЮНЕСКО было отпраздновано 100-летие оперы «Лейли и Меджнун» Узеира Гаджибекова[113].
- В 2011 году в сербском городе Нови-Сад был открыт бюст композитора[114].
- 9 декабря 2020 года его именем назван сквер в Санкт-Петербурге[115].

Памятники Узеиру Гаджибекову
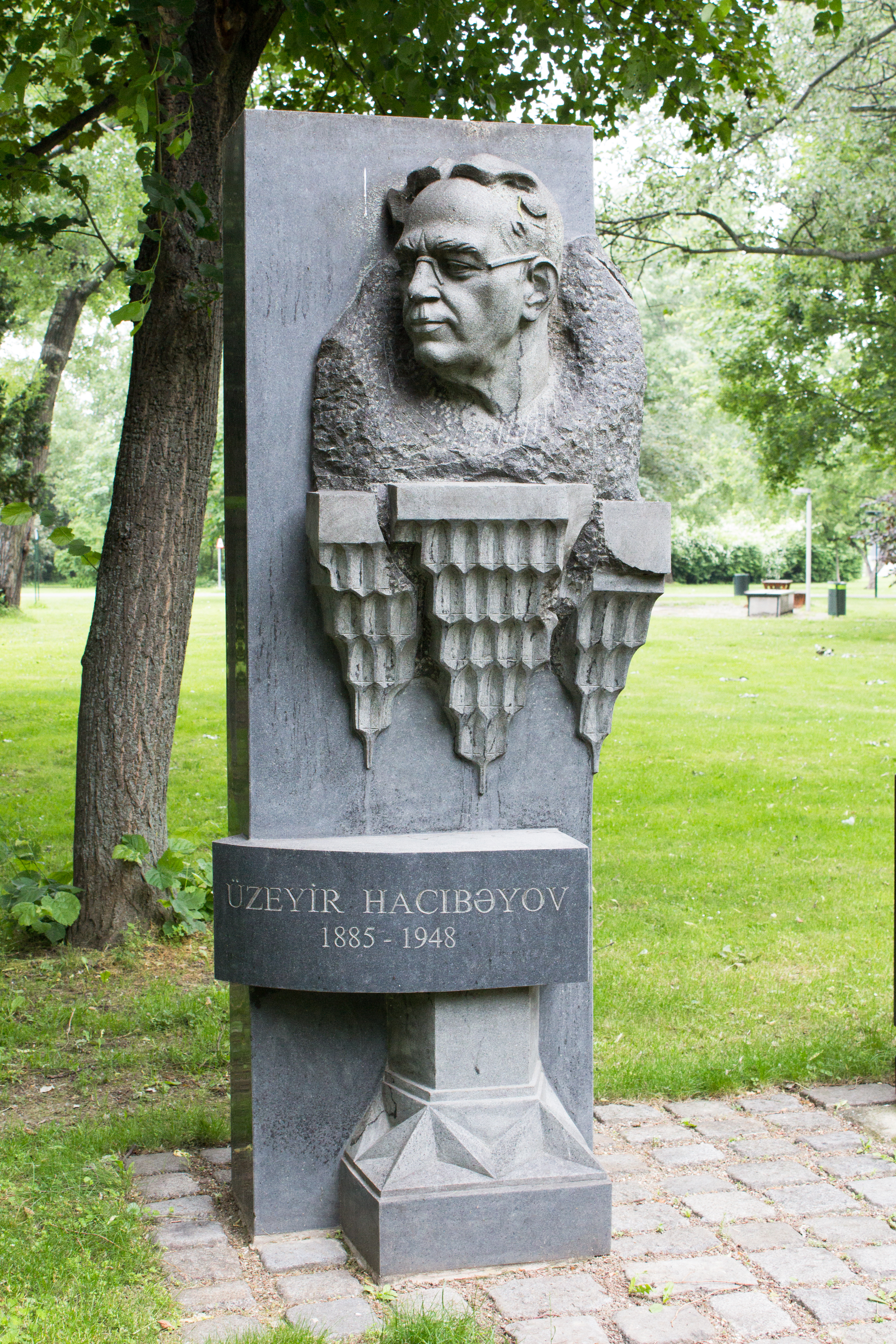
Памятник Узеиру Гаджибекову в Вене
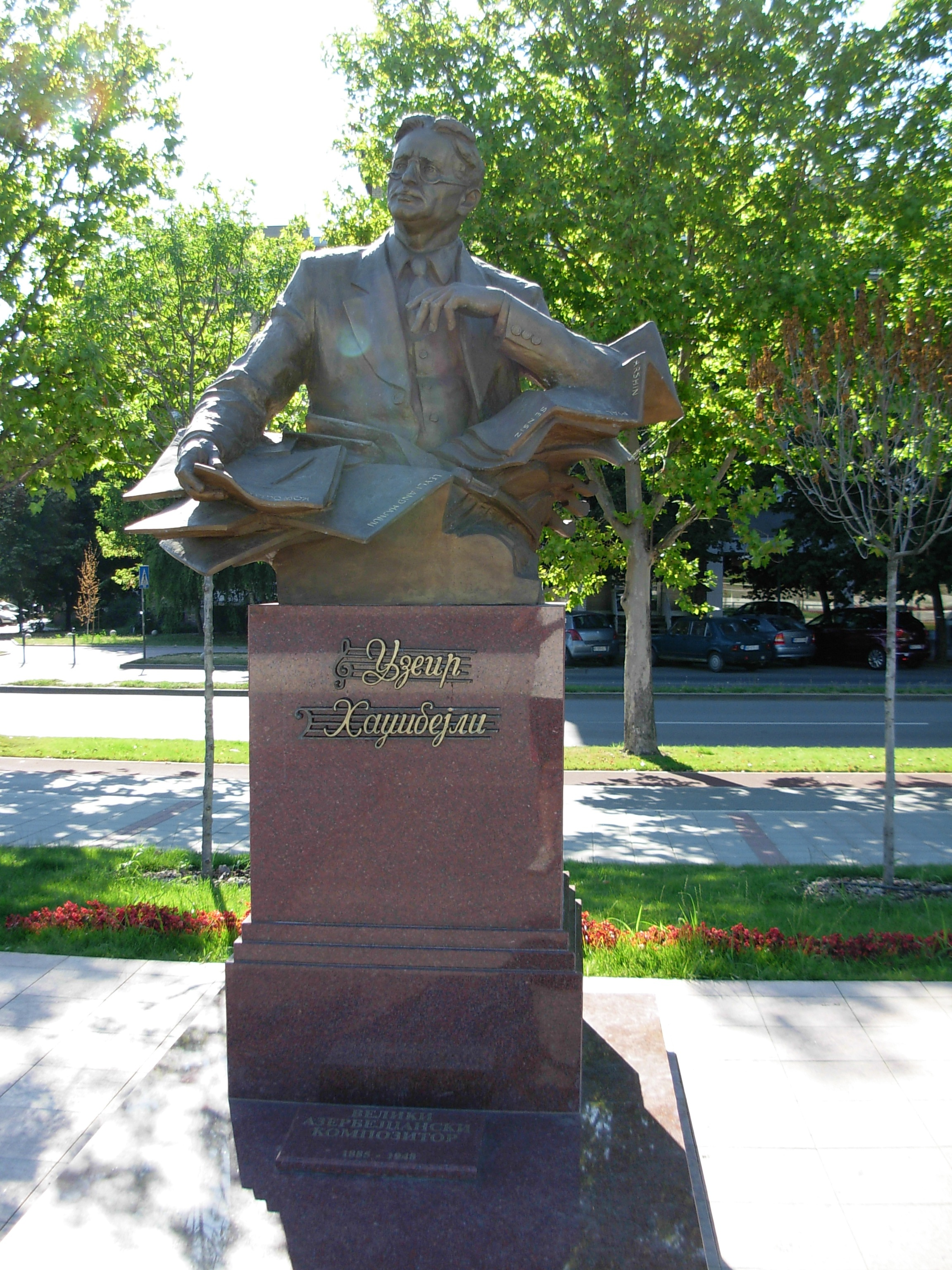
Бюст Гаджибекова в городе Нови-Сад, в Сербии
Мемориальная доска на стене дома в Баку, в котором жил Узеир Гаджибеков
Памятник Узеиру Гаджибекову на могиле композитора в Баку
Бюст Узеира Гаджибекова (1984, скульпторы — Ханлар Ахмедов и Намик Дадашов[116]), доставленный из города Шуша в Баку. Экспозиция под открытым небом Музея искусств Азербайджана.
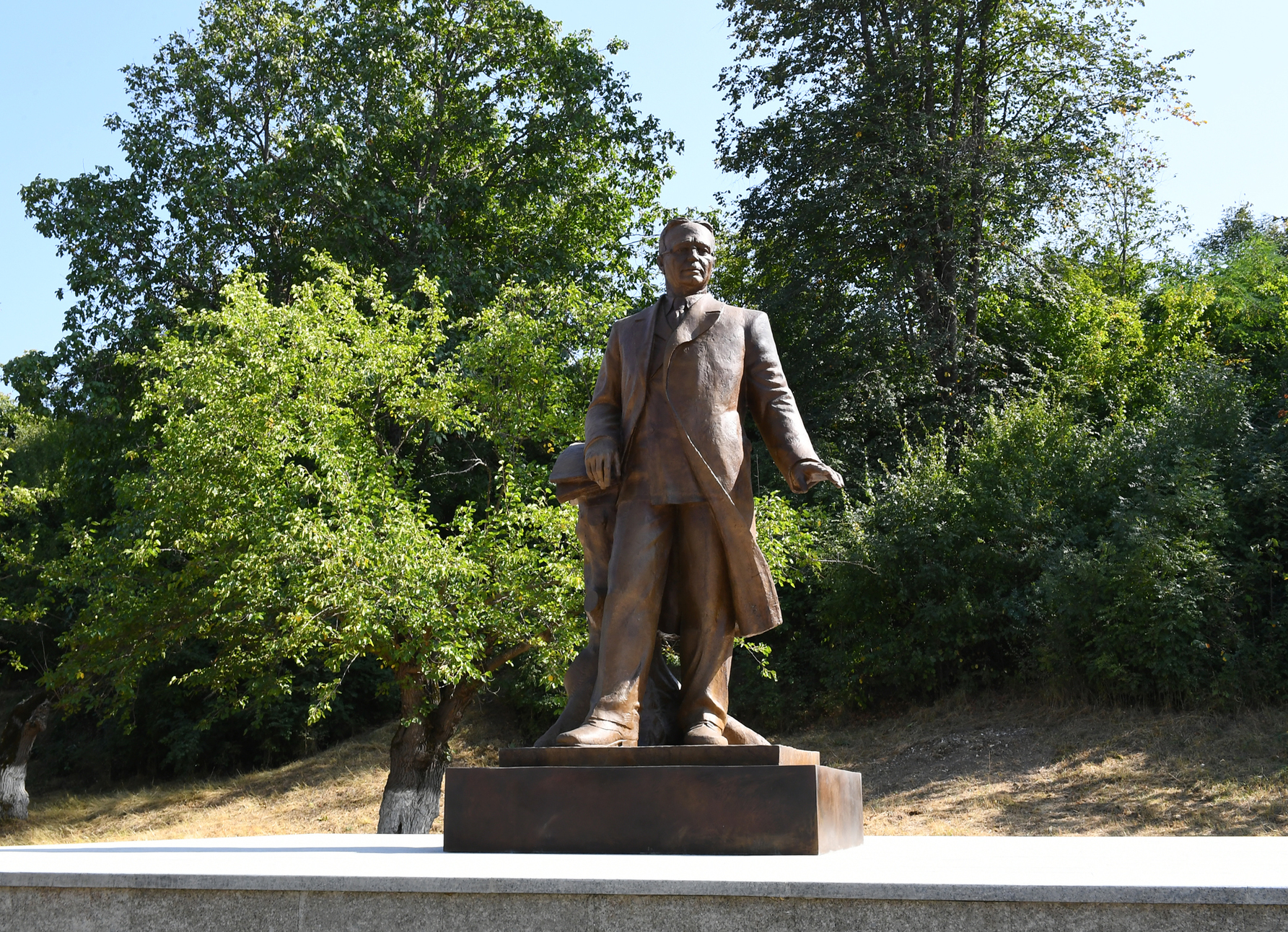
Памятник Узеиру Гаджибекову в Шуше

В нумизматике и филателии
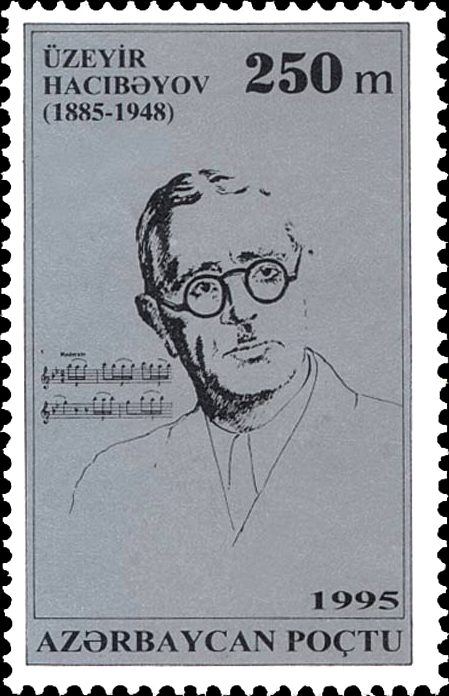
Почтовая марка 1995 года
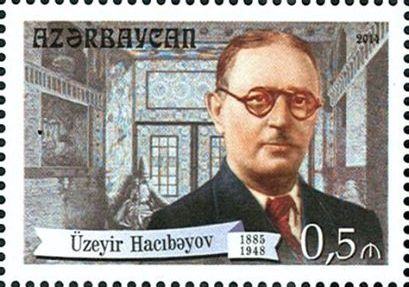
Почтовая марка 2014 года
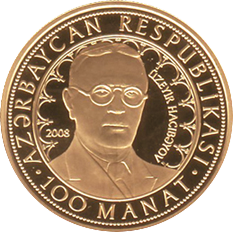
Золотая памятная монета с изображением Узеира Гаджибекова

## Фотогалерея

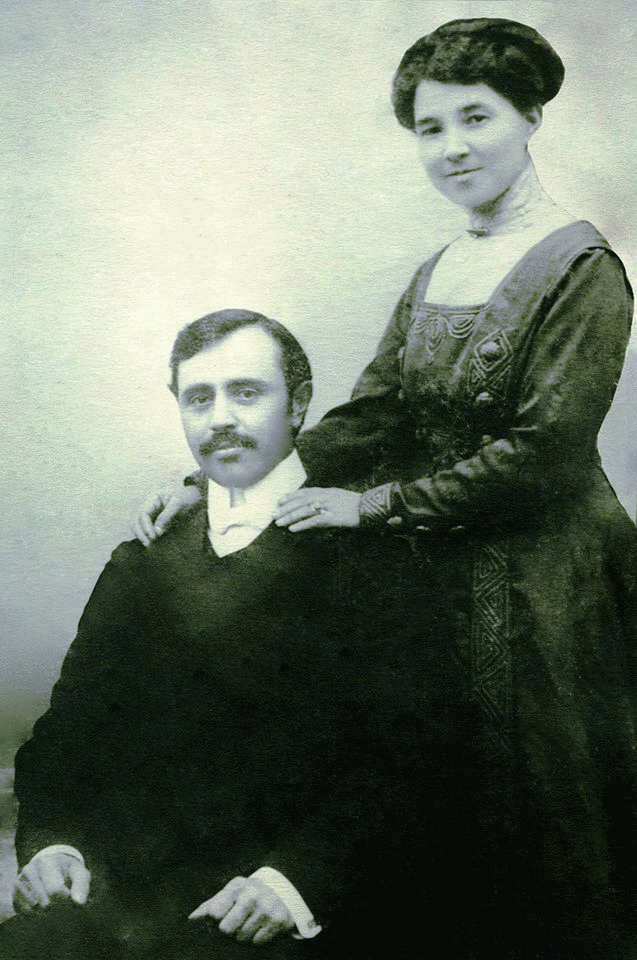
Узеир-бек Гаджибеков с женой Малейке-ханум, 1910 год
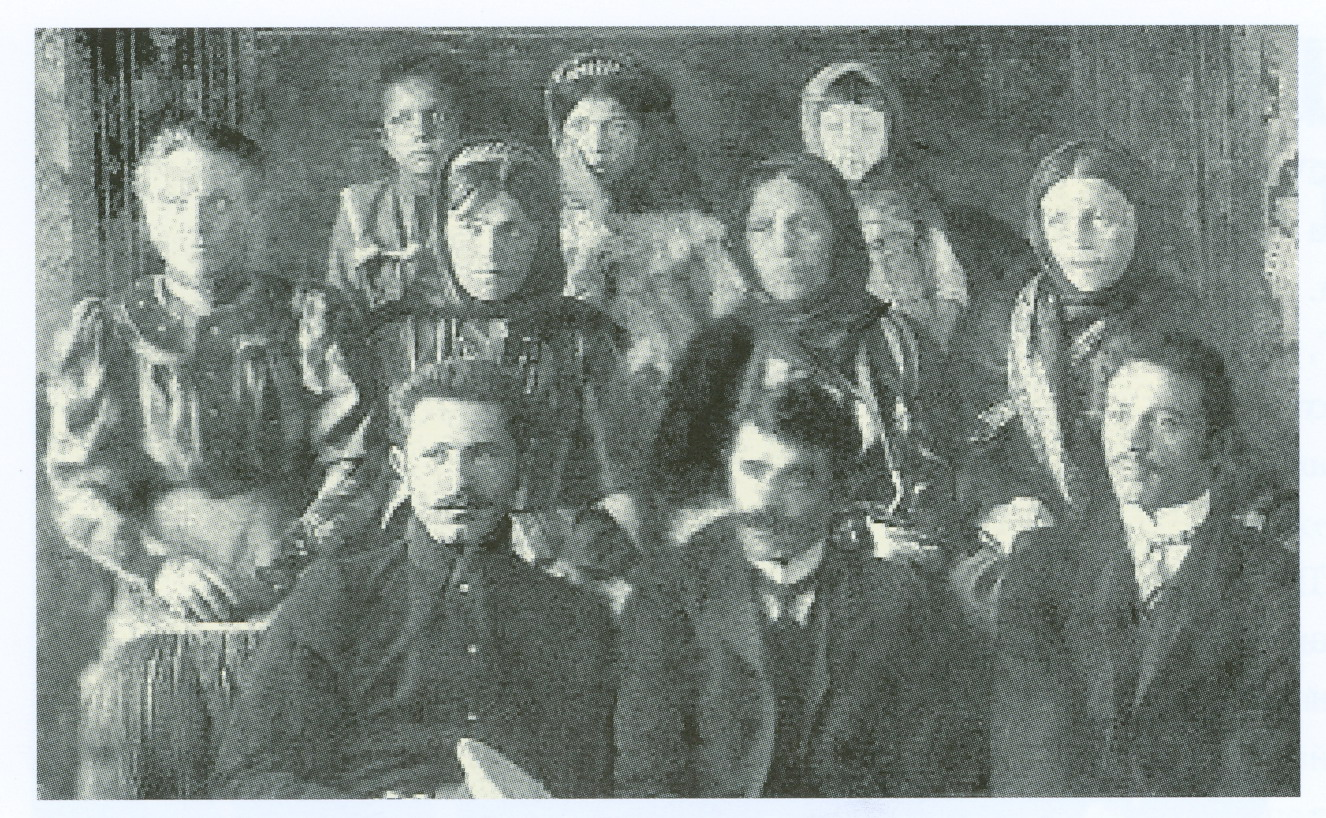
Узеир-бек Гаджибеков (крайний справа) с семьёй, Шуша, 1910 год
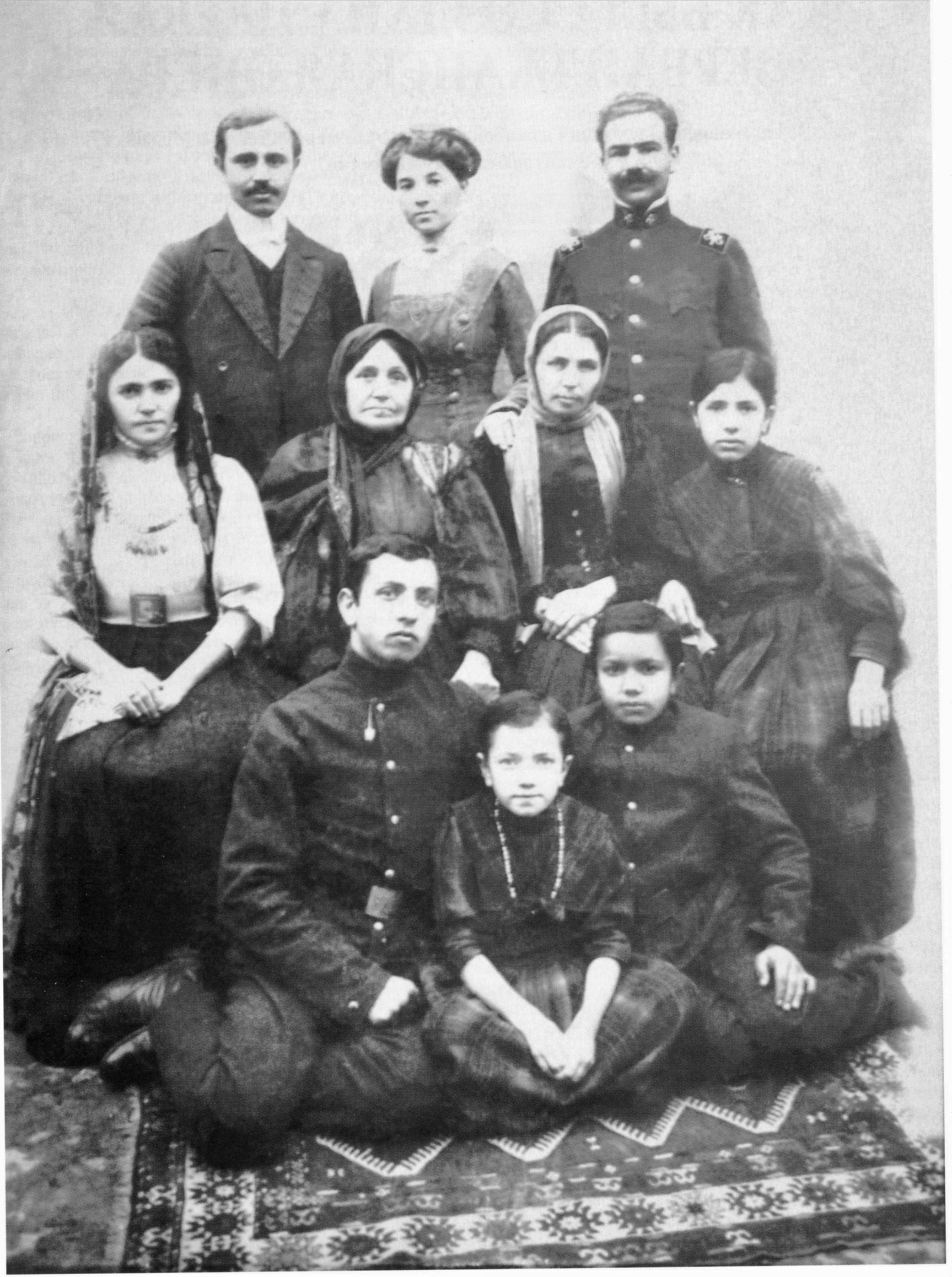
Узеир-бек Гаджибеков с семьёй в Шуше, 1915 год
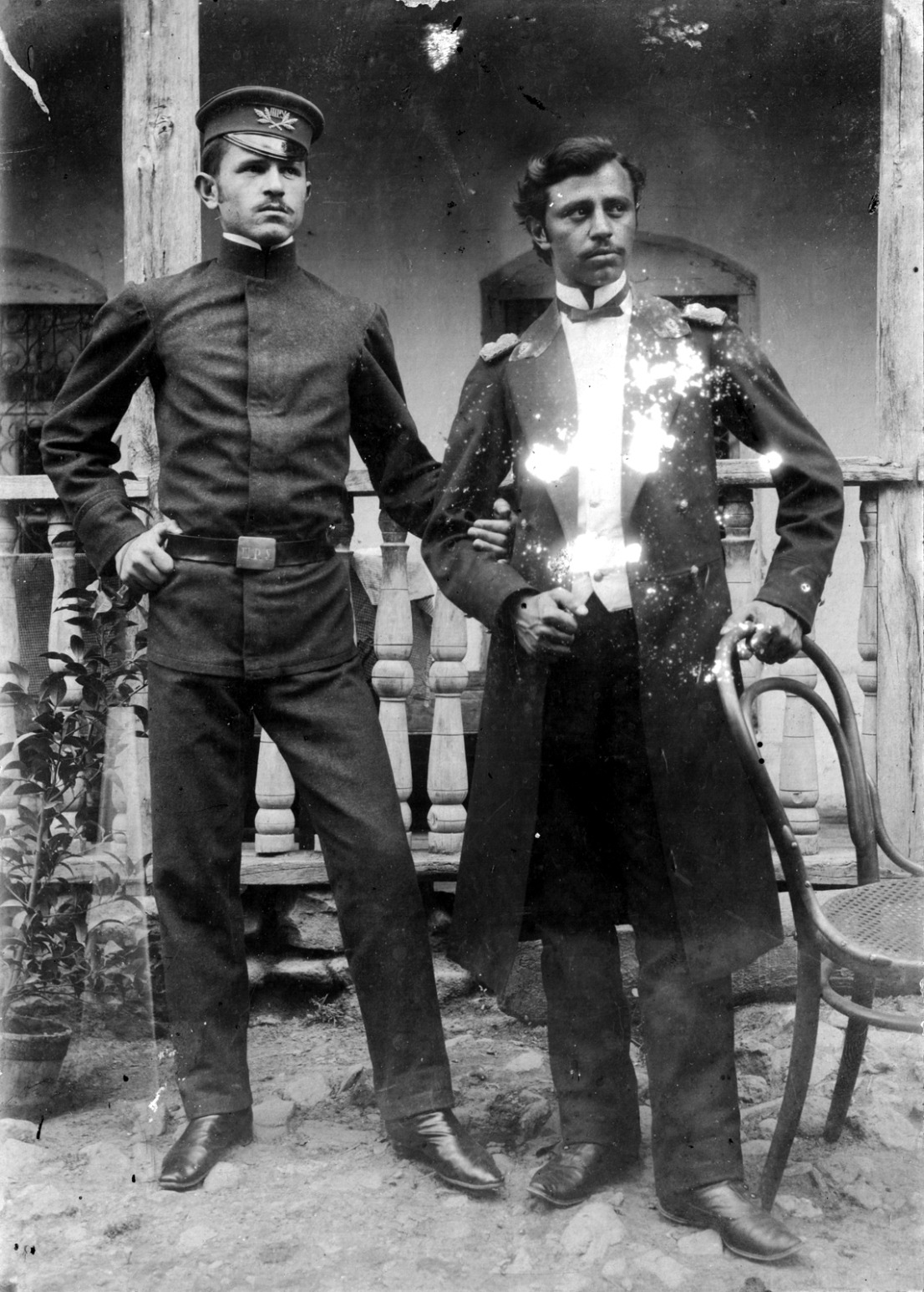
Узеир Гаджибеков (справа) с братом Джейхуном
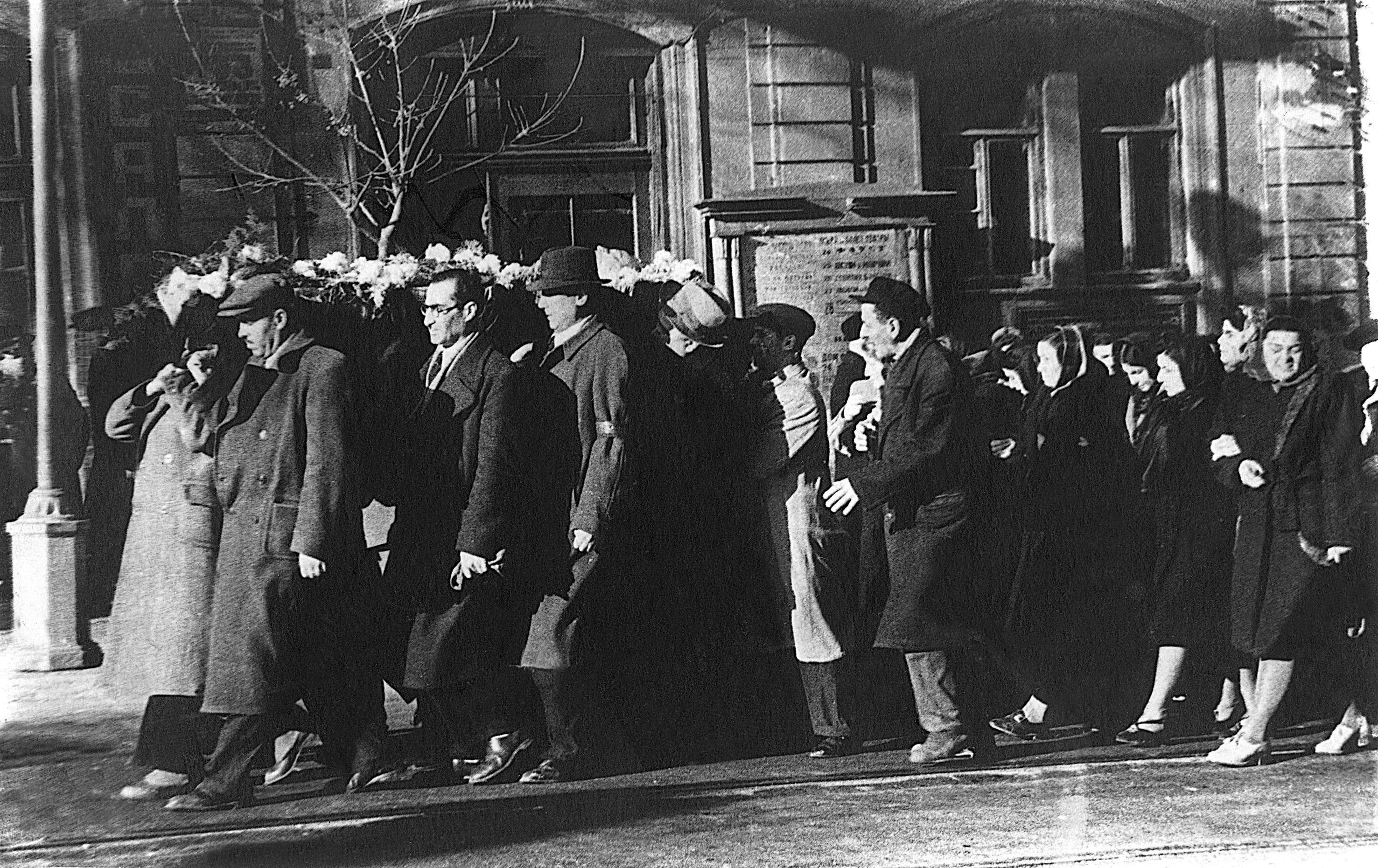
Оригинальный текст (рус.)Похороны Узеира Гаджибекова в Баку
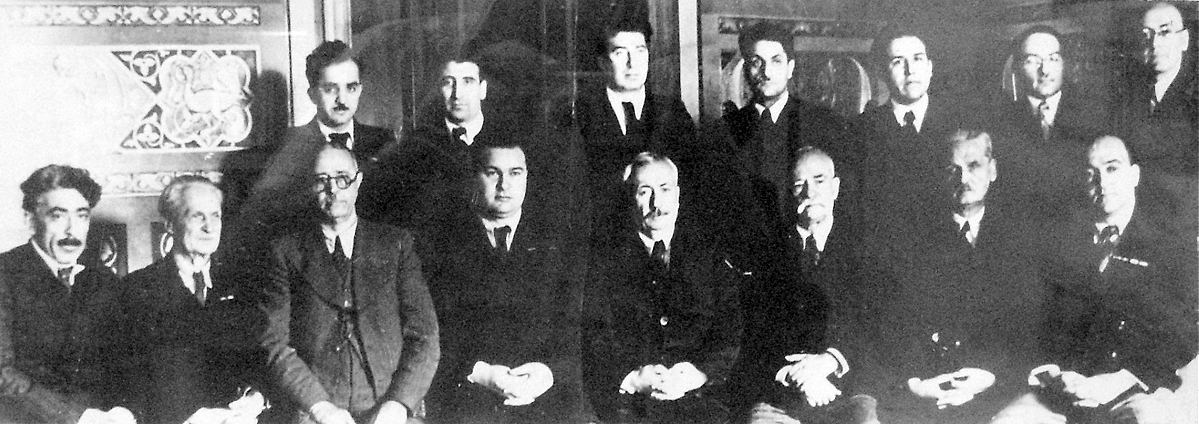
Оригинальный текст (рус.)Члены Президиума АН Азербайджанской ССР. 1945 год. Нижний ряд, слева: 5-й - Президент АН М. Миркасимов (учёный-хирург), 1-й - поэт Самед Вургун, 3-й - Узеир Гаджибеков, 6-й - И. Есьман, 7-й - А. Гроссгейм, 8-й - М. Топчибашев (учёный-хирург). Верхний ряд, слева: 1-й - Ю. Мамедалиев, 2-й - М. Ибрагимов
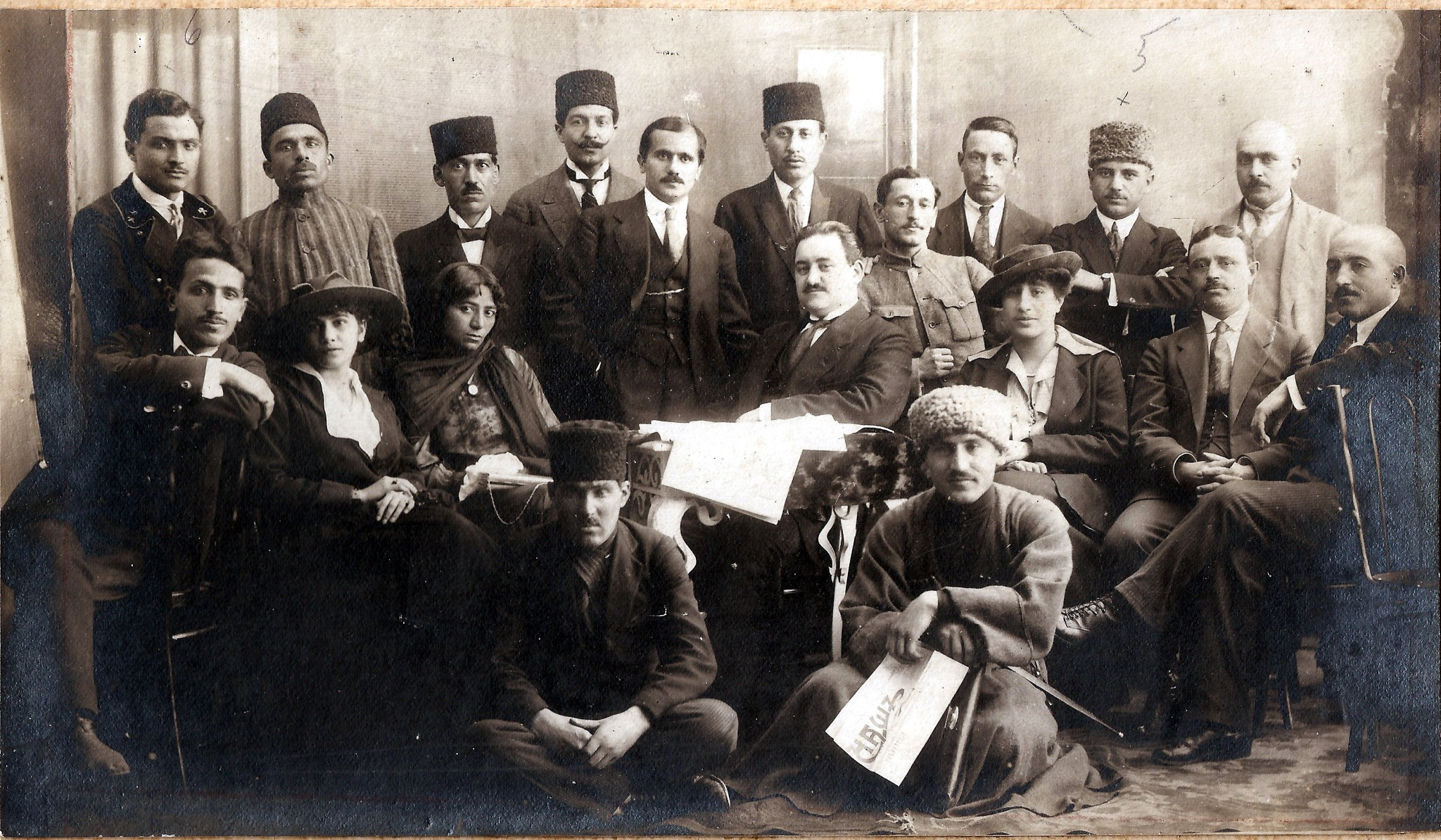
Оригинальный текст (рус.)Редакция газеты «Азербайджан», 1919 год. Спереди сидят (слева направо): Пири Мурсельзаде, Рахим ага Векилов. Посередине: Ханафи Зейналлы, Рубабе ханым Тагизаде, Шафига ханым Эфендизаде, Мамед Эмин Расулзаде, Сехра ханым Пашазаде, Узеир Гаджибеков, Мустафа-бек Векилов. Стоящие сзади: Абдул Абдулзаде, Мухаммед Хади Атласов, Хаджиибрагим Гасымов, Мамед-Али Сидги Сафаров, Шафи-бек Рустамбеков, Сейид Хусейн Садиг, Халил Ибрагим, Гадир Хейдаров, Али Юсифзаде, Мухаммед Хади Абдуссалимзаде.

### Дом-музей Узеира Гаджибекова в Баку

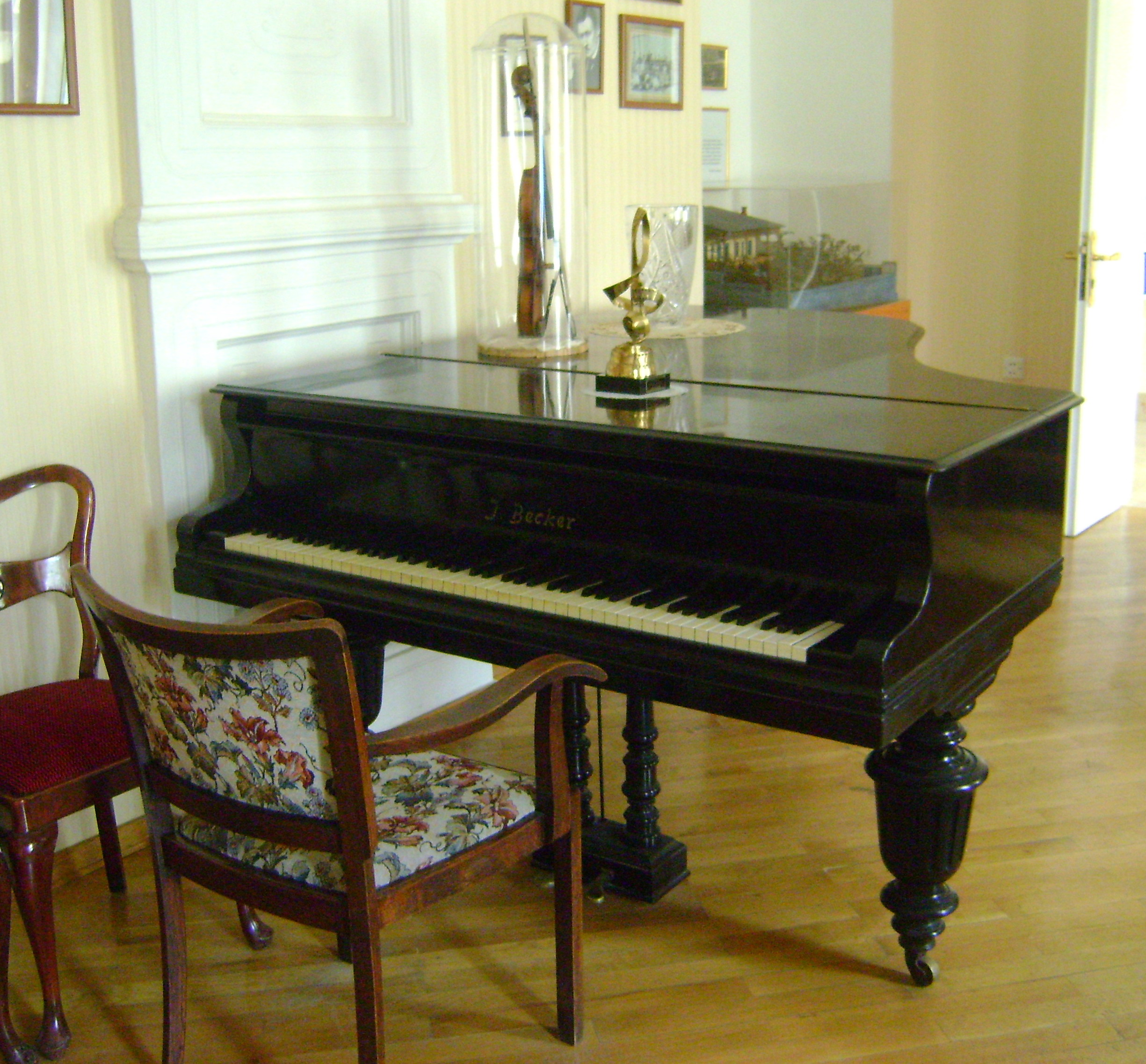
Рояль Узеира Гаджибекова
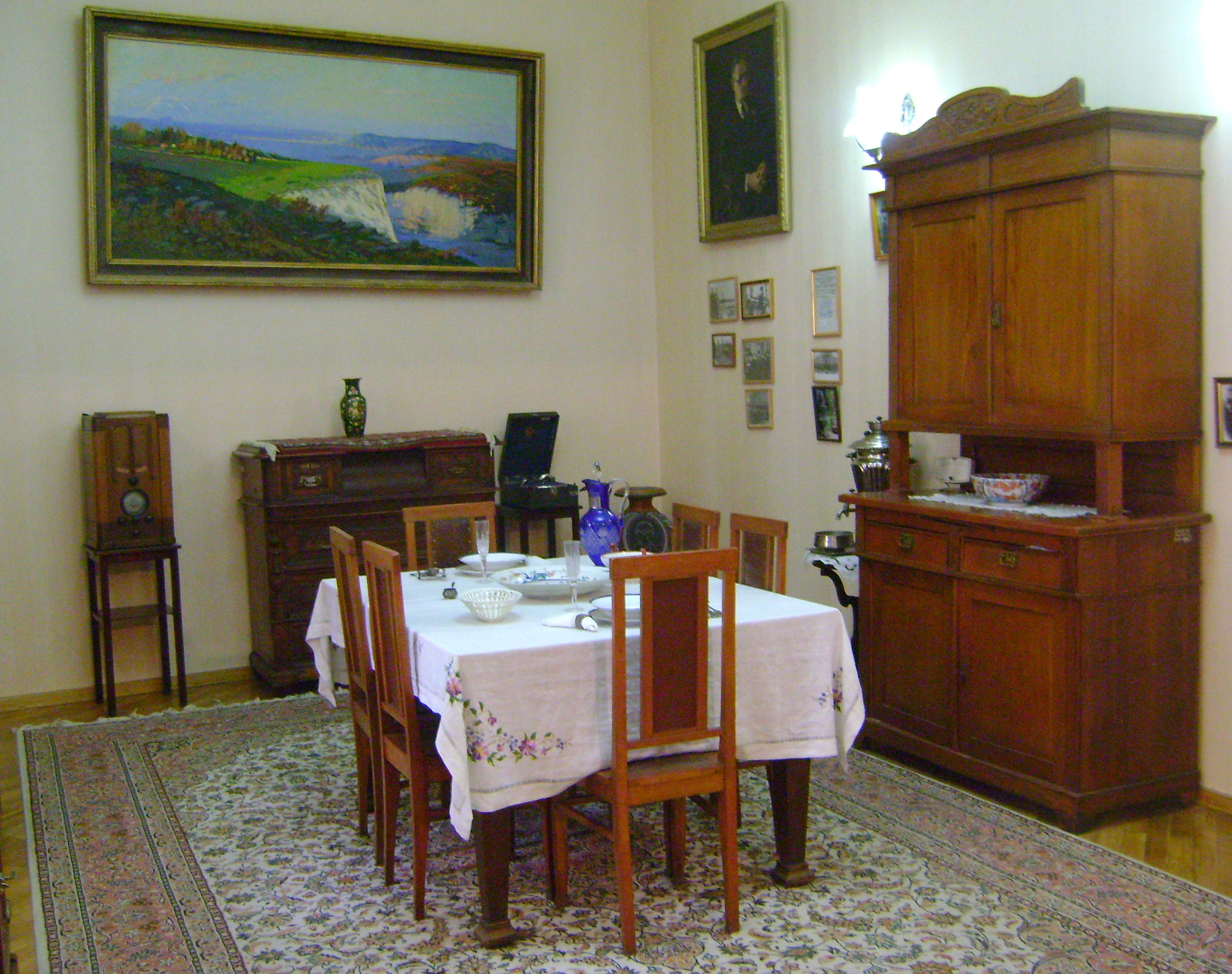
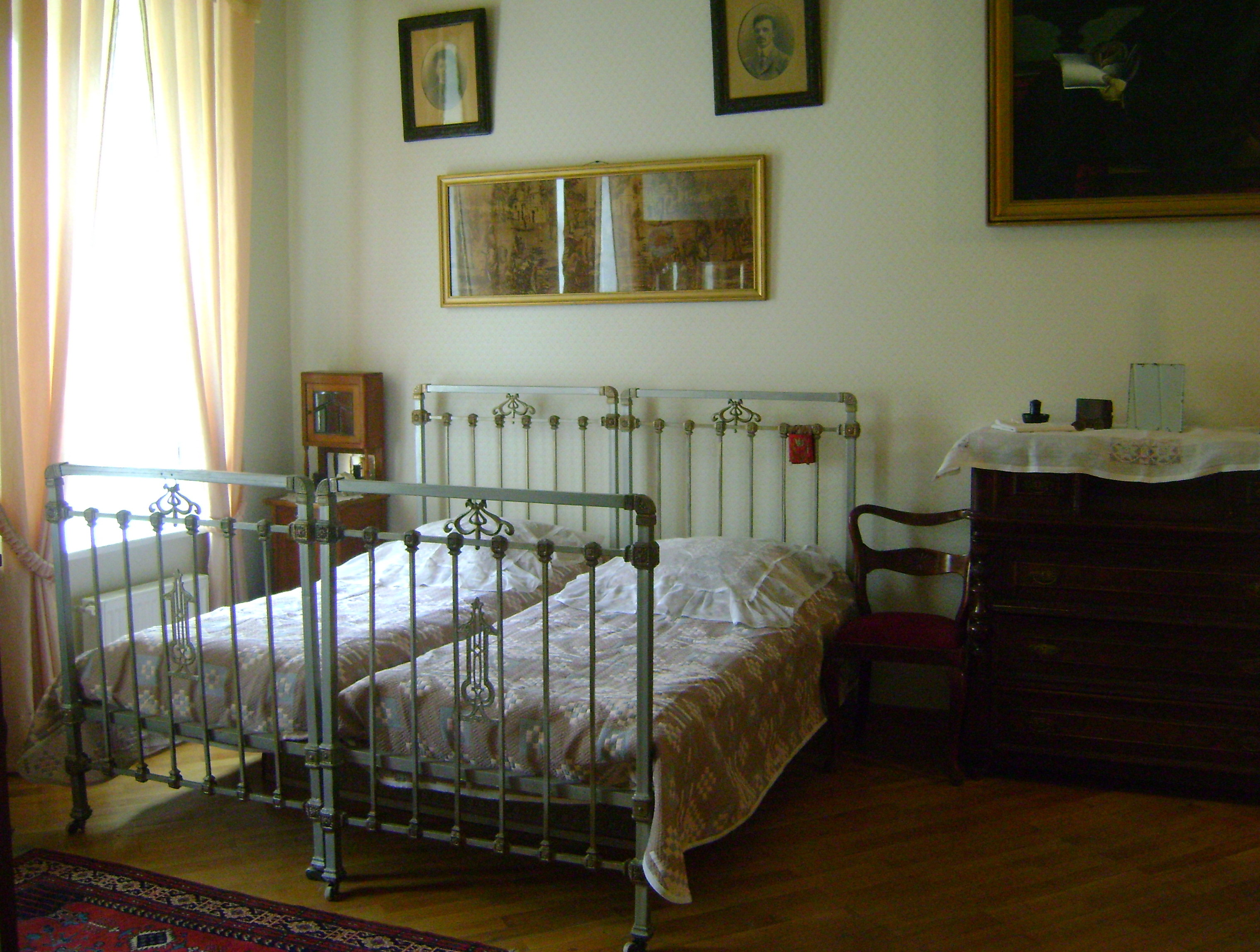

### Рукописи композитора

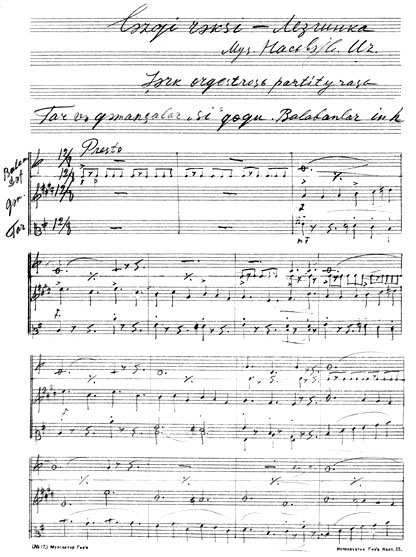
Партитура «Лезгинки»
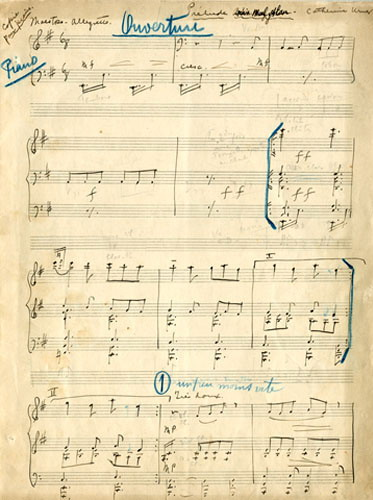
Рукопись «Аршин мал алан». 1917

## Генеалогия
|  |  |                               |                               |                               |                               |                               |                               |                                   |                                   |                                   |                                   |                                   |                                   |                              |                              |                              |                              |  |  |                              |                              |                              |                              |                              |                              |  |  |                                        |                                        |                                        |                                        |                                        |                                        |  |  |                                     |                                     |                                     |                                     |                                     |                                     |  |  |                                |                                |                                |                                |                                |                                |  |  |  |  |                                |                                |                                |                                |                                |                                |  |  |  |  |  |  |  |  |  |  |  |  |  |  |  |  |  |  |  |  |  |  |  |  |  |  |  |  |  |  |  |  |
|  |  |                               |                               |                               |                               |                               |                               |                                   |                                   |                                   |                                   |                                   |                                   |                              |                              |                              |                              |  |  |                              |                              |                              |                              |                              |                              |  |  |                                        |                                        |                                        |                                        |                                        |                                        |  |  |                                     |                                     |                                     |                                     |                                     |                                     |  |  |                                |                                |                                |                                |                                |                                |  |  |  |  |                                |                                |                                |                                |                                |                                |  |  |  |  |  |  |  |  |  |  |  |  |  |  |  |  |  |  |  |  |  |  |  |  |  |  |  |  |  |  |  |  |
|  |  |                               |                               |                               |                               |                               |                               | Гаджибек Гаджибеков               | Гаджибек Гаджибеков               | Гаджибек Гаджибеков               | Гаджибек Гаджибеков               | Гаджибек Гаджибеков               | Гаджибек Гаджибеков               |                              |                              |                              |                              |  |  |                              |                              |                              |                              |                              |                              |  |  |                                        |                                        |                                        |                                        |                                        |                                        |  |  | Абдул-Гусейн Гаджибеков (1842—1901) | Абдул-Гусейн Гаджибеков (1842—1901) | Абдул-Гусейн Гаджибеков (1842—1901) | Абдул-Гусейн Гаджибеков (1842—1901) | Абдул-Гусейн Гаджибеков (1842—1901) | Абдул-Гусейн Гаджибеков (1842—1901) |  |  |                                |                                |                                |                                |                                |                                |  |  |  |  |                                |                                |                                |                                |                                |                                |  |  |  |  |  |  |  |  |  |  |  |  |  |  |  |  |  |  |  |  |  |  |  |  |  |  |  |  |  |  |  |  |
|  |  |                               |                               |                               |                               |                               |                               | Гаджибек Гаджибеков               | Гаджибек Гаджибеков               | Гаджибек Гаджибеков               | Гаджибек Гаджибеков               | Гаджибек Гаджибеков               | Гаджибек Гаджибеков               |                              |                              |                              |                              |  |  |                              |                              |                              |                              |                              |                              |  |  |                                        |                                        |                                        |                                        |                                        |                                        |  |  | Абдул-Гусейн Гаджибеков (1842—1901) | Абдул-Гусейн Гаджибеков (1842—1901) | Абдул-Гусейн Гаджибеков (1842—1901) | Абдул-Гусейн Гаджибеков (1842—1901) | Абдул-Гусейн Гаджибеков (1842—1901) | Абдул-Гусейн Гаджибеков (1842—1901) |  |  |                                |                                |                                |                                |                                |                                |  |  |  |  |                                |                                |                                |                                |                                |                                |  |  |  |  |  |  |  |  |  |  |  |  |  |  |  |  |  |  |  |  |  |  |  |  |  |  |  |  |  |  |  |  |
|  |  |                               |                               |                               |                               |                               |                               |                                   |                                   |                                   |                                   |                                   |                                   |                              |                              |                              |                              |  |  |                              |                              |                              |                              |                              |                              |  |  |                                        |                                        |                                        |                                        |                                        |                                        |  |  |                                     |                                     |                                     |                                     |                                     |                                     |  |  |                                |                                |                                |                                |                                |                                |  |  |  |  |                                |                                |                                |                                |                                |                                |  |  |  |  |  |  |  |  |  |  |  |  |  |  |  |  |  |  |  |  |  |  |  |  |  |  |  |  |  |  |  |  |
|  |  |                               |                               |                               |                               |                               |                               | Исмаил-бек Гаджибеков (1879—1921) | Исмаил-бек Гаджибеков (1879—1921) | Исмаил-бек Гаджибеков (1879—1921) | Исмаил-бек Гаджибеков (1879—1921) | Исмаил-бек Гаджибеков (1879—1921) | Исмаил-бек Гаджибеков (1879—1921) |                              |                              |                              |                              |  |  | Саяд Гаджибекова (1872—1954) | Саяд Гаджибекова (1872—1954) | Саяд Гаджибекова (1872—1954) | Саяд Гаджибекова (1872—1954) | Саяд Гаджибекова (1872—1954) | Саяд Гаджибекова (1872—1954) |  |  | Абухаят Гаджибекова (1880—1951)        | Абухаят Гаджибекова (1880—1951)        | Абухаят Гаджибекова (1880—1951)        | Абухаят Гаджибекова (1880—1951)        | Абухаят Гаджибекова (1880—1951)        | Абухаят Гаджибекова (1880—1951)        |  |  | Зульфугар Гаджибеков (1884—1950)    | Зульфугар Гаджибеков (1884—1950)    | Зульфугар Гаджибеков (1884—1950)    | Зульфугар Гаджибеков (1884—1950)    | Зульфугар Гаджибеков (1884—1950)    | Зульфугар Гаджибеков (1884—1950)    |  |  | Узеир Гаджибеков (1885—1948)   | Узеир Гаджибеков (1885—1948)   | Узеир Гаджибеков (1885—1948)   | Узеир Гаджибеков (1885—1948)   | Узеир Гаджибеков (1885—1948)   | Узеир Гаджибеков (1885—1948)   |  |  |  |  | Джейхун Гаджибеков (1891—1962) | Джейхун Гаджибеков (1891—1962) | Джейхун Гаджибеков (1891—1962) | Джейхун Гаджибеков (1891—1962) | Джейхун Гаджибеков (1891—1962) | Джейхун Гаджибеков (1891—1962) |  |  |  |  |  |  |  |  |  |  |  |  |  |  |  |  |  |  |  |  |  |  |  |  |  |  |  |  |  |  |  |  |
|  |  |                               |                               |                               |                               |                               |                               | Исмаил-бек Гаджибеков (1879—1921) | Исмаил-бек Гаджибеков (1879—1921) | Исмаил-бек Гаджибеков (1879—1921) | Исмаил-бек Гаджибеков (1879—1921) | Исмаил-бек Гаджибеков (1879—1921) | Исмаил-бек Гаджибеков (1879—1921) |                              |                              |                              |                              |  |  | Саяд Гаджибекова (1872—1954) | Саяд Гаджибекова (1872—1954) | Саяд Гаджибекова (1872—1954) | Саяд Гаджибекова (1872—1954) | Саяд Гаджибекова (1872—1954) | Саяд Гаджибекова (1872—1954) |  |  | Абухаят Гаджибекова (1880—1951)        | Абухаят Гаджибекова (1880—1951)        | Абухаят Гаджибекова (1880—1951)        | Абухаят Гаджибекова (1880—1951)        | Абухаят Гаджибекова (1880—1951)        | Абухаят Гаджибекова (1880—1951)        |  |  | Зульфугар Гаджибеков (1884—1950)    | Зульфугар Гаджибеков (1884—1950)    | Зульфугар Гаджибеков (1884—1950)    | Зульфугар Гаджибеков (1884—1950)    | Зульфугар Гаджибеков (1884—1950)    | Зульфугар Гаджибеков (1884—1950)    |  |  | Узеир Гаджибеков (1885—1948)   | Узеир Гаджибеков (1885—1948)   | Узеир Гаджибеков (1885—1948)   | Узеир Гаджибеков (1885—1948)   | Узеир Гаджибеков (1885—1948)   | Узеир Гаджибеков (1885—1948)   |  |  |  |  | Джейхун Гаджибеков (1891—1962) | Джейхун Гаджибеков (1891—1962) | Джейхун Гаджибеков (1891—1962) | Джейхун Гаджибеков (1891—1962) | Джейхун Гаджибеков (1891—1962) | Джейхун Гаджибеков (1891—1962) |  |  |  |  |  |  |  |  |  |  |  |  |  |  |  |  |  |  |  |  |  |  |  |  |  |  |  |  |  |  |  |  |
|  |  |                               |                               |                               |                               |                               |                               |                                   |                                   |                                   |                                   |                                   |                                   |                              |                              |                              |                              |  |  |                              |                              |                              |                              |                              |                              |  |  |                                        |                                        |                                        |                                        |                                        |                                        |  |  |                                     |                                     |                                     |                                     |                                     |                                     |  |  |                                |                                |                                |                                |                                |                                |  |  |  |  |                                |                                |                                |                                |                                |                                |  |  |  |  |  |  |  |  |  |  |  |  |  |  |  |  |  |  |  |  |  |  |  |  |  |  |  |  |  |  |  |  |
|  |  | Султан Гаджибеков (1919—1974) | Султан Гаджибеков (1919—1974) | Султан Гаджибеков (1919—1974) | Султан Гаджибеков (1919—1974) | Султан Гаджибеков (1919—1974) | Султан Гаджибеков (1919—1974) |                                   |                                   |                                   |                                   | Осман Гаджибеков (1924—1979)      | Осман Гаджибеков (1924—1979)      | Осман Гаджибеков (1924—1979) | Осман Гаджибеков (1924—1979) | Осман Гаджибеков (1924—1979) | Осман Гаджибеков (1924—1979) |  |  | Джамал Пашаев (1895—1953)    | Джамал Пашаев (1895—1953)    | Джамал Пашаев (1895—1953)    | Джамал Пашаев (1895—1953)    | Джамал Пашаев (1895—1953)    | Джамал Пашаев (1895—1953)    |  |  | Ниязи Тагизаде- Гаджибеков (1912—1984) | Ниязи Тагизаде- Гаджибеков (1912—1984) | Ниязи Тагизаде- Гаджибеков (1912—1984) | Ниязи Тагизаде- Гаджибеков (1912—1984) | Ниязи Тагизаде- Гаджибеков (1912—1984) | Ниязи Тагизаде- Гаджибеков (1912—1984) |  |  | Чингиз Гаджибеков (1913—1971)       | Чингиз Гаджибеков (1913—1971)       | Чингиз Гаджибеков (1913—1971)       | Чингиз Гаджибеков (1913—1971)       | Чингиз Гаджибеков (1913—1971)       | Чингиз Гаджибеков (1913—1971)       |  |  | Джейхун Гаджибеков (1919—1941) | Джейхун Гаджибеков (1919—1941) | Джейхун Гаджибеков (1919—1941) | Джейхун Гаджибеков (1919—1941) | Джейхун Гаджибеков (1919—1941) | Джейхун Гаджибеков (1919—1941) |  |  |  |  | Тимучин Гаджибеков (1921—1993) | Тимучин Гаджибеков (1921—1993) | Тимучин Гаджибеков (1921—1993) | Тимучин Гаджибеков (1921—1993) | Тимучин Гаджибеков (1921—1993) | Тимучин Гаджибеков (1921—1993) |  |  |  |  |  |  |  |  |  |  |  |  |  |  |  |  |  |  |  |  |  |  |  |  |  |  |  |  |  |  |  |  |
|  |  | Султан Гаджибеков (1919—1974) | Султан Гаджибеков (1919—1974) | Султан Гаджибеков (1919—1974) | Султан Гаджибеков (1919—1974) | Султан Гаджибеков (1919—1974) | Султан Гаджибеков (1919—1974) |                                   |                                   |                                   |                                   | Осман Гаджибеков (1924—1979)      | Осман Гаджибеков (1924—1979)      | Осман Гаджибеков (1924—1979) | Осман Гаджибеков (1924—1979) | Осман Гаджибеков (1924—1979) | Осман Гаджибеков (1924—1979) |  |  | Джамал Пашаев (1895—1953)    | Джамал Пашаев (1895—1953)    | Джамал Пашаев (1895—1953)    | Джамал Пашаев (1895—1953)    | Джамал Пашаев (1895—1953)    | Джамал Пашаев (1895—1953)    |  |  | Ниязи Тагизаде- Гаджибеков (1912—1984) | Ниязи Тагизаде- Гаджибеков (1912—1984) | Ниязи Тагизаде- Гаджибеков (1912—1984) | Ниязи Тагизаде- Гаджибеков (1912—1984) | Ниязи Тагизаде- Гаджибеков (1912—1984) | Ниязи Тагизаде- Гаджибеков (1912—1984) |  |  | Чингиз Гаджибеков (1913—1971)       | Чингиз Гаджибеков (1913—1971)       | Чингиз Гаджибеков (1913—1971)       | Чингиз Гаджибеков (1913—1971)       | Чингиз Гаджибеков (1913—1971)       | Чингиз Гаджибеков (1913—1971)       |  |  | Джейхун Гаджибеков (1919—1941) | Джейхун Гаджибеков (1919—1941) | Джейхун Гаджибеков (1919—1941) | Джейхун Гаджибеков (1919—1941) | Джейхун Гаджибеков (1919—1941) | Джейхун Гаджибеков (1919—1941) |  |  |  |  | Тимучин Гаджибеков (1921—1993) | Тимучин Гаджибеков (1921—1993) | Тимучин Гаджибеков (1921—1993) | Тимучин Гаджибеков (1921—1993) | Тимучин Гаджибеков (1921—1993) | Тимучин Гаджибеков (1921—1993) |  |  |  |  |  |  |  |  |  |  |  |  |  |  |  |  |  |  |  |  |  |  |  |  |  |  |  |  |  |  |  |  |
|  |  | Исмаил Гаджибеков (1949—2006) | Исмаил Гаджибеков (1949—2006) | Исмаил Гаджибеков (1949—2006) | Исмаил Гаджибеков (1949—2006) | Исмаил Гаджибеков (1949—2006) | Исмаил Гаджибеков (1949—2006) |                                   |                                   |                                   |                                   |                                   |                                   |                              |                              |                              |                              |  |  | Джамиль Пашаев (1924—1978)   | Джамиль Пашаев (1924—1978)   | Джамиль Пашаев (1924—1978)   | Джамиль Пашаев (1924—1978)   | Джамиль Пашаев (1924—1978)   | Джамиль Пашаев (1924—1978)   |  |  |                                        |                                        |                                        |                                        |                                        |                                        |  |  |                                     |                                     |                                     |                                     |                                     |                                     |  |  |                                |                                |                                |                                |                                |                                |  |  |  |  |                                |                                |                                |                                |                                |                                |  |  |  |  |  |  |  |  |  |  |  |  |  |  |  |  |  |  |  |  |  |  |  |  |  |  |  |  |  |  |  |  |